# Ampelmännchen

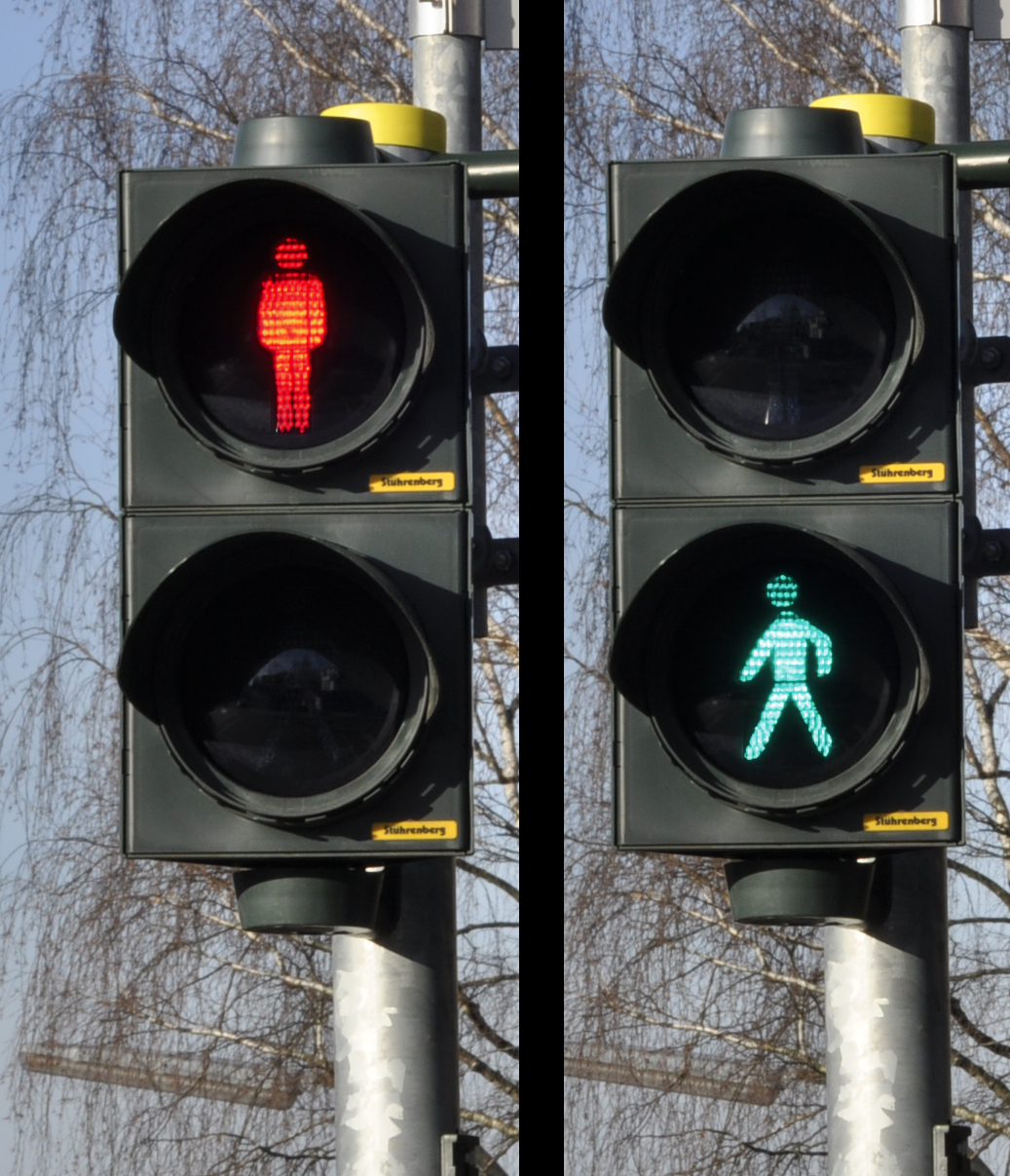
Ampel mit Ampelmännchen in Göttingen

Der Begriff Ampelmännchen respektive Ampelmann ist die umgangssprachliche Bezeichnung für das Fußgängersignal einer Ampel. Es zeigt in der Rotphase das Sinnbild eines stehenden und in der Grünphase das Sinnbild eines gehenden Fußgängers.

## Geschichte

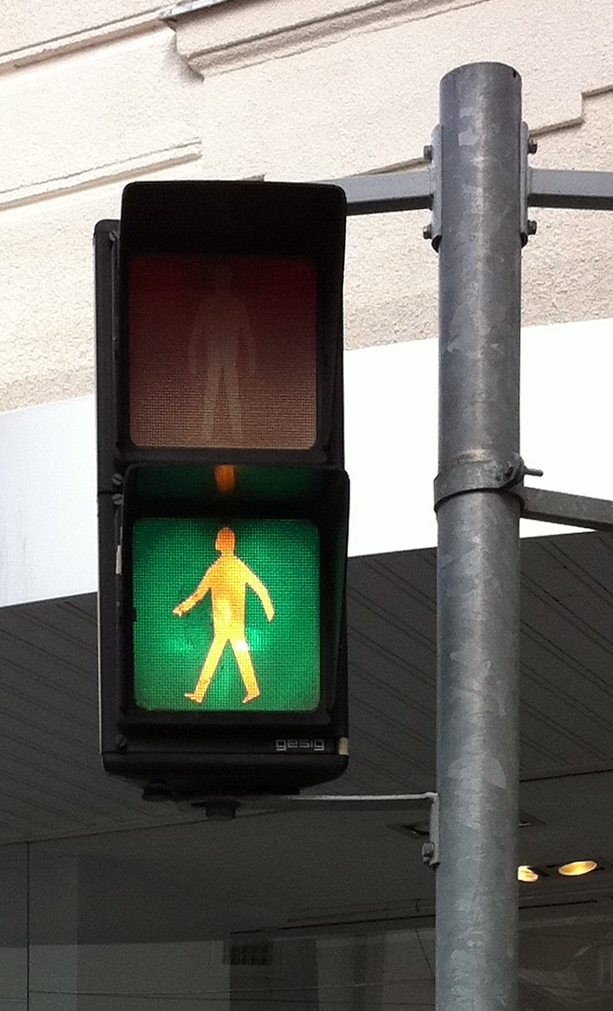
...in Wien, 2010

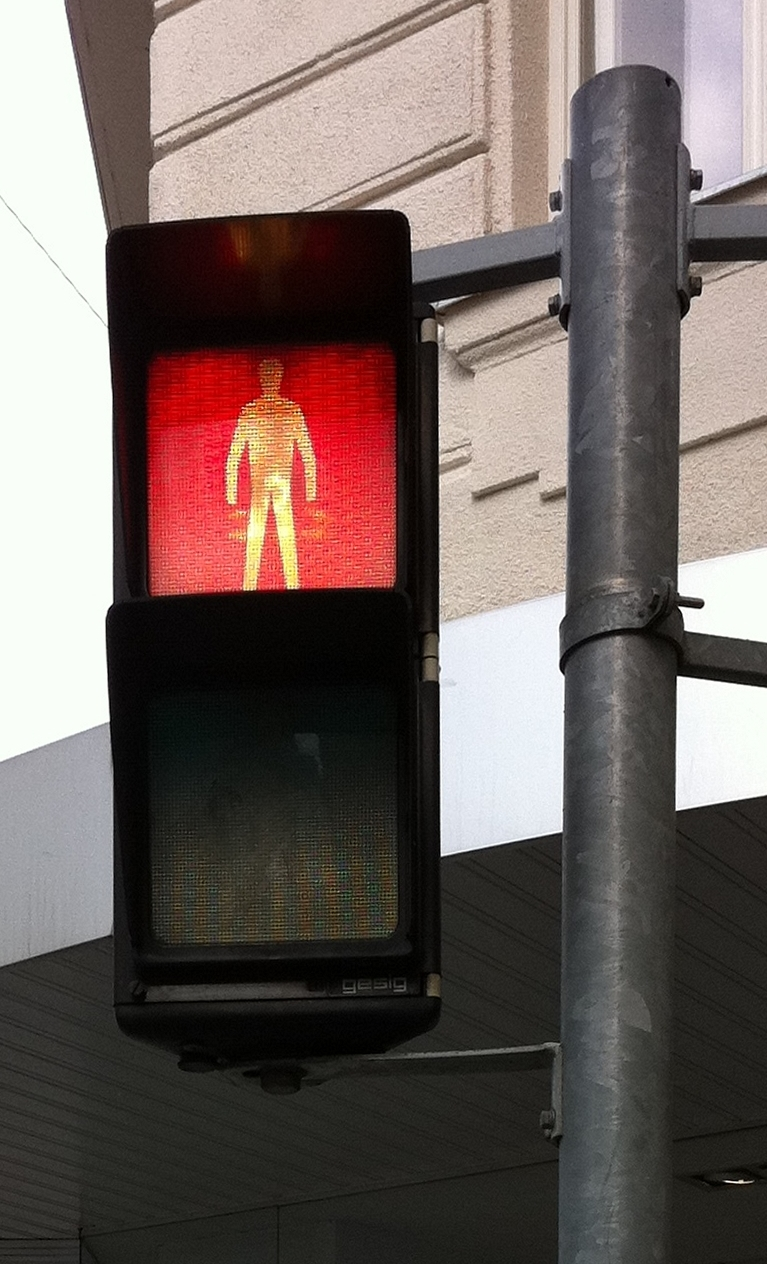
Frühere österreichische Ampelmännchen...

Mit dem Beginn der Motorisierung nahm die Zahl der Fahrzeuge besonders in den Städten stark zu. Um die davon ausgehende Gefahr für Fußgänger zu beseitigen, wurde 1933 die erste Fußgängerampel in Kopenhagen in Betrieb genommen. Berlin folgte 1937. Es handelte sich dabei um verkleinerte Fahrzeugampeln, die mit einem grünen und einem roten Leuchtfeld ausgestattet waren.
In New York City wurden im Jahr 1952 Fußgängerampeln mit den Wörtern „Walk“ und „Don’t Walk“ installiert. In Deutschland wurden, diesem System folgend, vereinzelt Ampeln angebracht, deren Leuchtfelder die Wörter „Warten“ und „Gehen“ zeigten. Diese Ampeln wurden von den Fußgängern kaum akzeptiert. Die Nutzung der Farben Rot für Stehen und Grün für Gehen sowie die Darstellung eines symbolisierten Fußgängers in stehender oder gehender Position setzte sich in Europa durch. In der Regel ist dabei das Fußgängersymbol farbig und der Hintergrund schwarz. Eine österreichische Besonderheit sind weiße Figuren auf rotem und grünem Hintergrund.

## Darstellungsformen

Sinnbild Euromännchen

### Darstellung des Ampelmännchens
Mit der weltweiten Anwendung des Ampelmännchens als Fußgängersignal hat sich ein breites Spektrum unterschiedlicher Darstellungsformen entwickelt. In einigen Ländern, wie beispielsweise Frankreich oder Korea, besitzen die Sinnbilder ein sehr nüchternes Aussehen und stellen den Fußgänger sehr abstrakt dar. Andernorts, wie etwa in Österreich oder Belgien, erhielten die Fußgänger anthropomorphe Formen und werden mit Kleidung dargestellt.

### Europäische Union
Die EU ist bestrebt, die Sinnbilder der einzelnen Mitgliedsstaaten zu vereinheitlichen. Zu diesem Zweck wurde das Euromännchen entwickelt, das in neue Ampelanlagen eingebaut wird.

### Deutschland

#### Regelform
In Deutschland sind von den Richtlinien für Lichtsignalanlagen (RiLSA) bzw. den Sinnbildern (schreitender Fußgänger) nach § 39 Absatz 7 StVO abweichende Formen des Ampelmännchens rechtlich nicht zulässig und werden als problematisch für die Verkehrssicherheit gesehen.
Abweichende Formen werden jedoch vielfach von den Straßenverkehrsbehörden geduldet, falls sie bestimmte Mindestanforderungen erfüllen, beispielsweise falls die rote Figur immer stehend und die grüne immer gehend gezeigt wird und die Haftungsfrage geklärt ist. In Deutschland ist neben dem Euromännchen das westdeutsche Ampelmännchen und der Ost-Ampelmann verbreitet.
Nach RiLSA und RASt sollte bei gemeinsamen Geh- und Radwegen, bei Gehwegen mit zugelassenem Radverkehr und gegebenenfalls bei Radwegen ohne Benutzungspflicht und bei einer Radwegführung mit unmittelbar angrenzender Fußgängerfurt, wenn keine gesonderte Signalisierung vorgesehen ist, die gemeinsame Signalisierung von Fußgängern und Radfahrern in Leuchtfeldern der Signalgeber durch kombinierte Sinnbilder für Fußgänger und Radfahrer gekennzeichnet werden. Diese Masken=Sinnbilder sind in keiner Weise rechtlich bindend, da sie nicht Bestandteil der StVO sind. 

#### Ost-Ampelmännchen

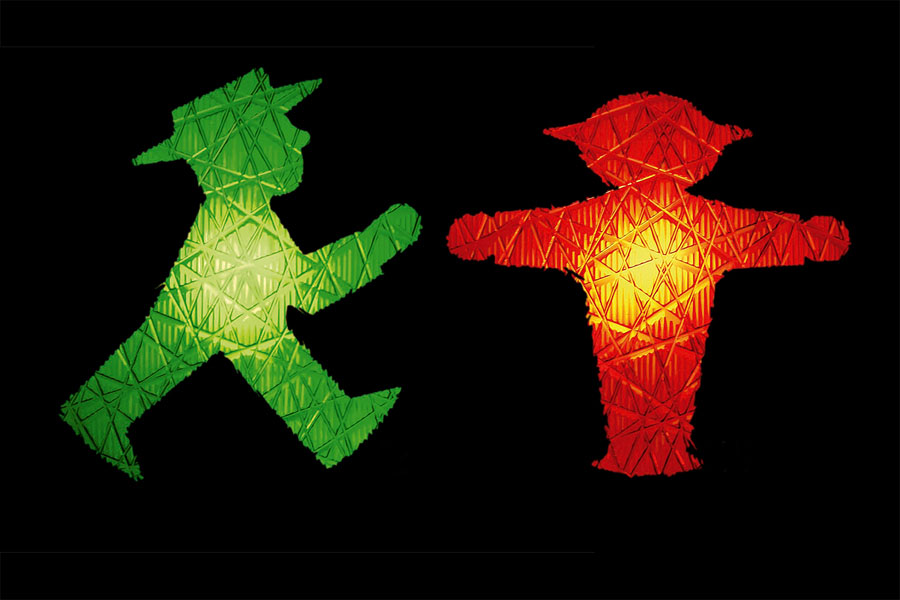
Ost-Ampelmännchen

Der Verkehrspsychologe Karl Peglau schlug 1961 dem Verkehrsministerium der DDR vor, dass auch hier jede Verkehrsteilnehmergruppe eine eigene Ampel bekommen solle. Er entwickelte besondere Zeichen für Fußgängerampeln, die das Sinnbild eines stehenden bzw. gehenden Fußgängers zeigen.
Nach der Gestaltung durch Karl Peglau im Jahr 1961 wurden die Ost-Ampelmännchen nach jahrelangen fachlichen, wissenschaftlichen und staatlichen Prüfungen 1969 in Ost-Berlin an der Kreuzung Unter den Linden/Friedrichstraße eingeführt und 1970 als offizielle Fußgängersignale in den Lichtsignalstandard der DDR aufgenommen.
Nach der Wiedervereinigung 1990 wurden die Ost-Ampelmännchen im Gebiet der ehemaligen DDR zunächst sukzessive gegen das westdeutsche Ampelmännchen ausgetauscht. Innerhalb der Bevölkerung kam es daraufhin zu Protesten. In der Folge wurden sowohl in ostdeutschen als auch in westdeutschen Städten Ost-Ampelmännchen (wieder) eingeführt.

### Ampelfrau (Ampelmädchen, Ampelweibchen)
Der Graphiker Hans-Jürgen Ellenberger hat 1996 aus der Form des Ost-Ampelmännchens eine Ampelfrau entworfen (siehe Ost-Ampelmännchen#Ampelfrau), die in mehreren deutschen Städten seitdem Verbreitung findet.
- Brandenburg: Aufsehen erregte 2012 der Vorwurf der Fraktionsvorsitzenden der SPD in Teltow, Christine Hochmuth, „eine Frau mit langen Zöpfen und schwingendem Röckchen vermittle … kein zeitgemäßes Frauenbild“.[6] Sie lehnte mit dieser Auffassung den Vorschlag eines Stadtverordneten ab, die Ampelfrau auch in Teltow einzuführen. In Brandenburg wurde die Ampelfrau dennoch eingeführt.[7]

- Köln: Seit 2009 leuchten Ampelfrauen an einigen Ampeln in Köln-Ehrenfeld.[8]

- Litauen: Anlässlich 100 Jahre Frauenwahlrecht in Litauen wurden zum 2. November 2018 in der Hauptstadt Vilnius an einigen Ampeln Ampelfrauen installiert.[9]

- Amersfoort, Niederlande: Eine Ampelfrau findet sich seit Ende 2000 in Amersfoort. Sie hat den Spitznamen Sofie und mittlerweile auch den Weg in andere Orte gefunden.[10]

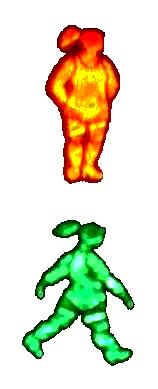
Amersfoort, Sofie
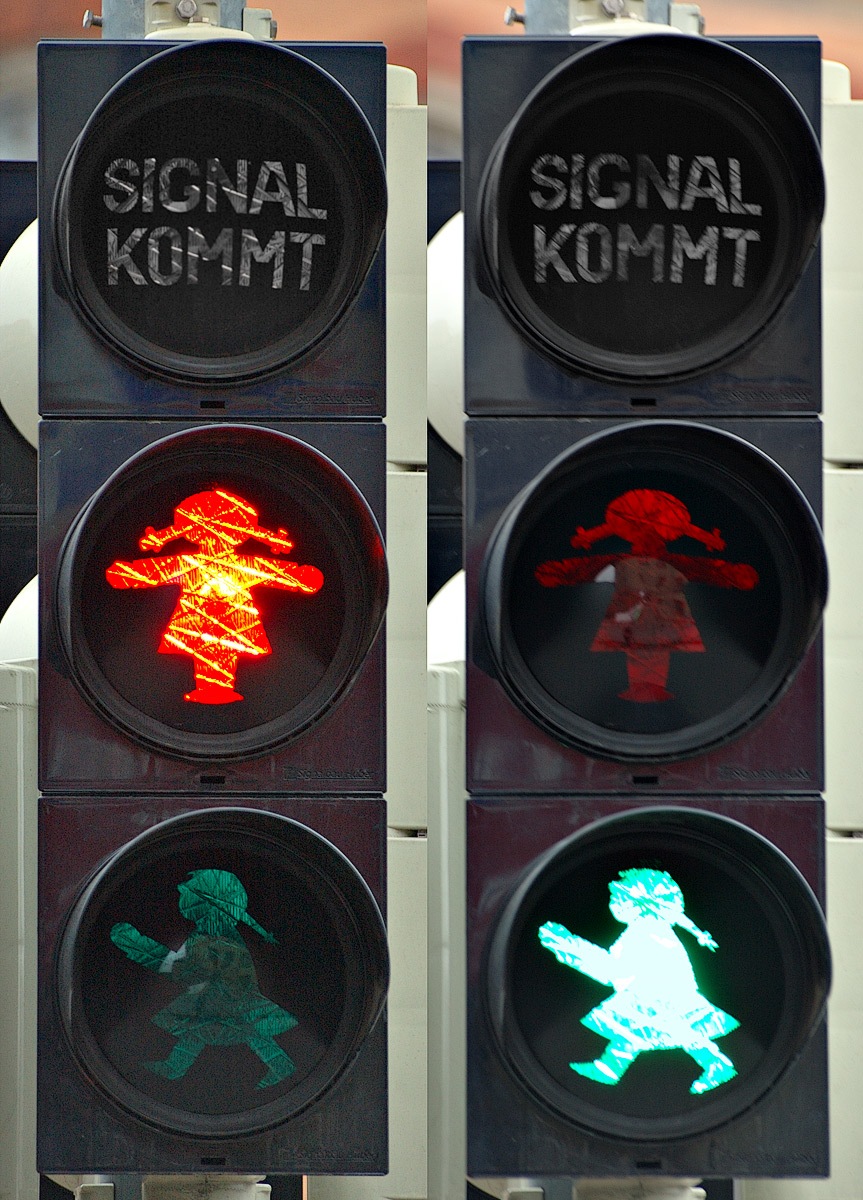
Ampelfrauen in Zwickau
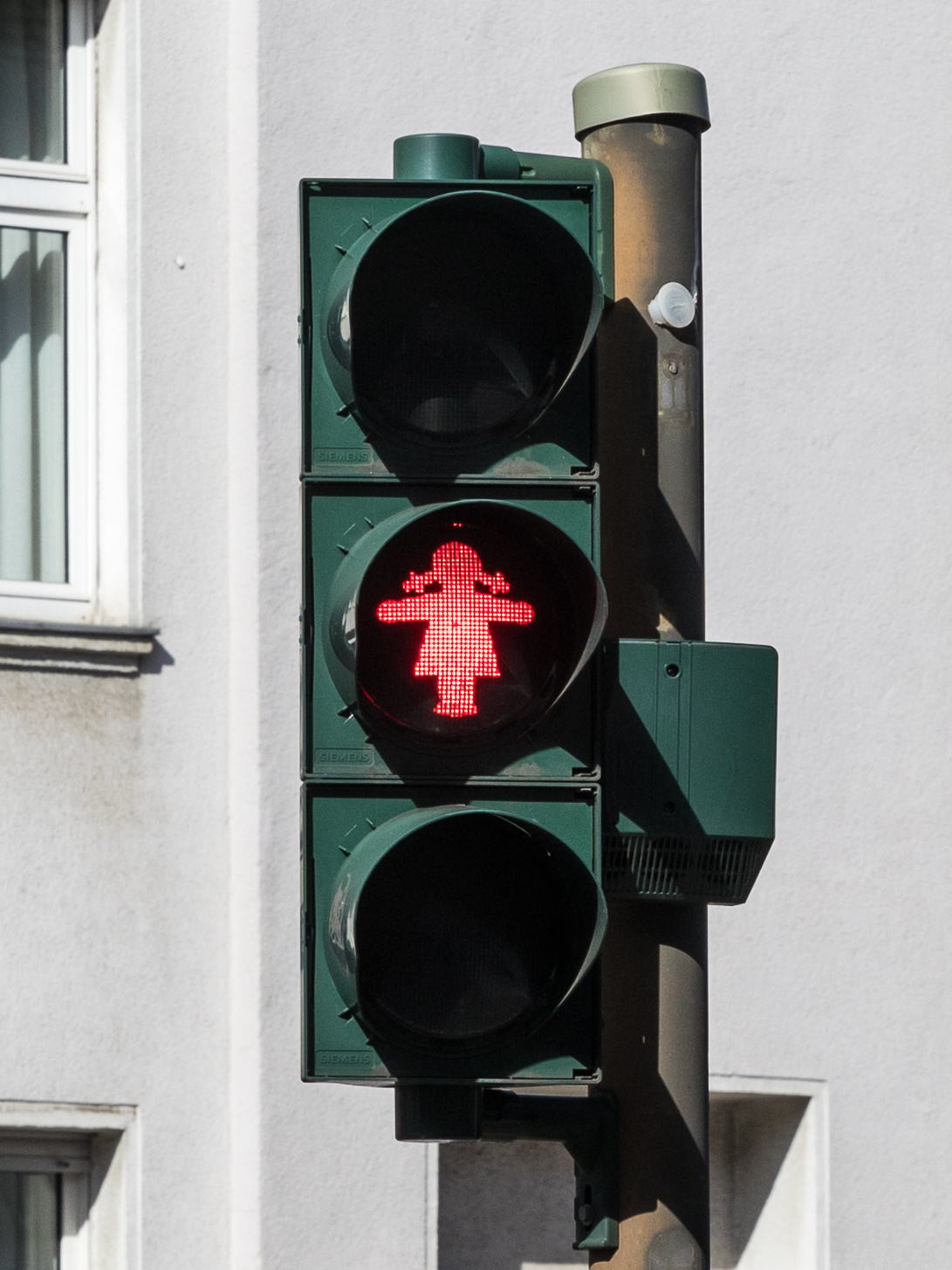
Ampelfrau Köln
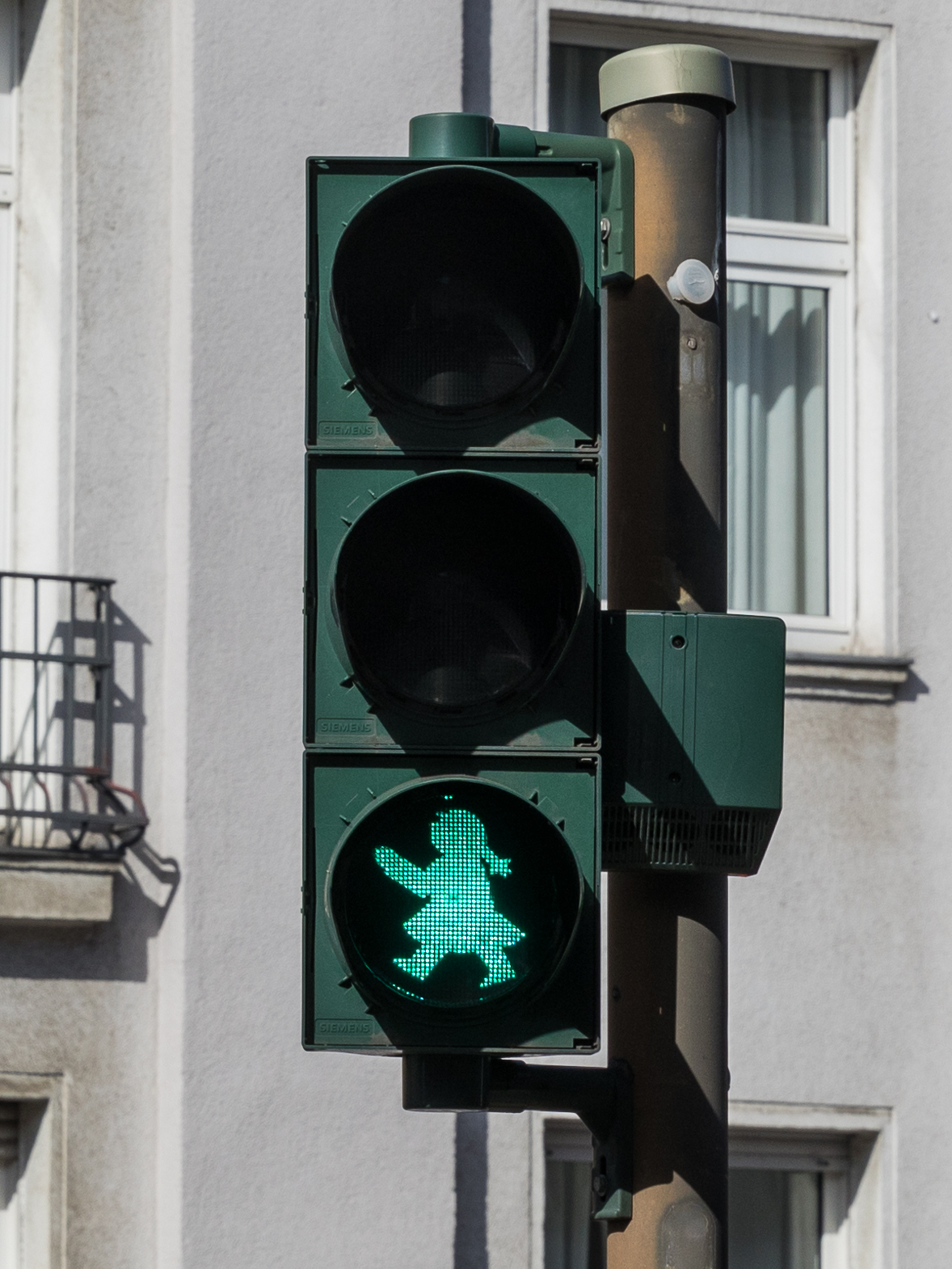
Ampelfrau Köln

### Ampelpärchen
- Wien, Österreich: Seit 2015 werden Ampelpärchen installiert, die in allen drei möglichen Kombinationen der zwei Geschlechter Mann und Frau zeigen. Dies wurde in vielen Städten nachgeahmt.
- Zur Cologne Pride 2019 wurden entlang des Zugweges der Parade Ampeln mit gleichgeschlechtlichen Paaren installiert.[11]
- 2020 wurden in Hannover dauerhaft mehrere gleichgeschlechtliche Ampelfiguren installiert.[12]

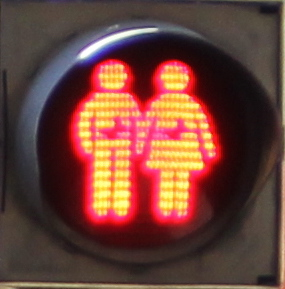
Ampelpärchen Wien
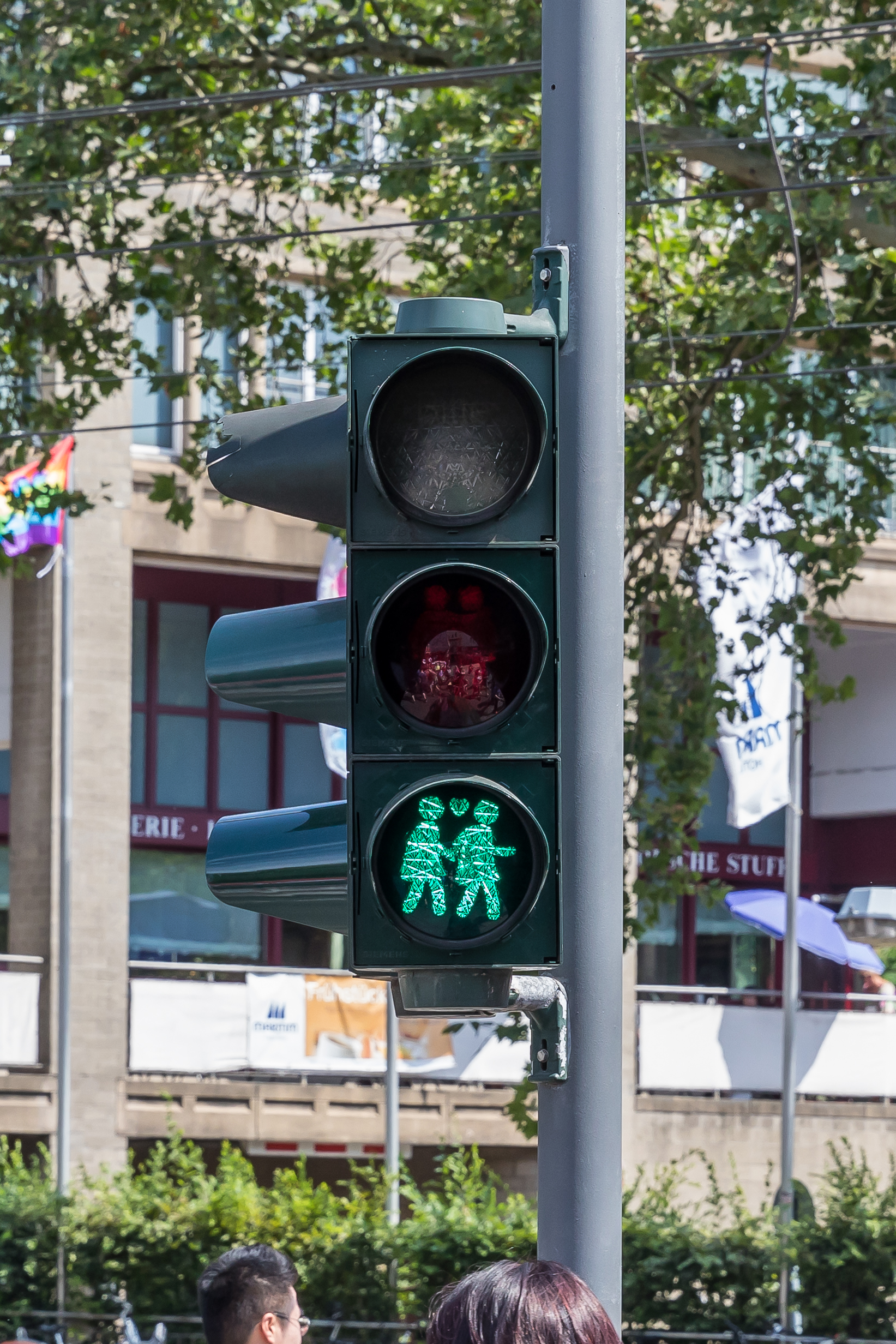
Lesbische Ampelweibchen
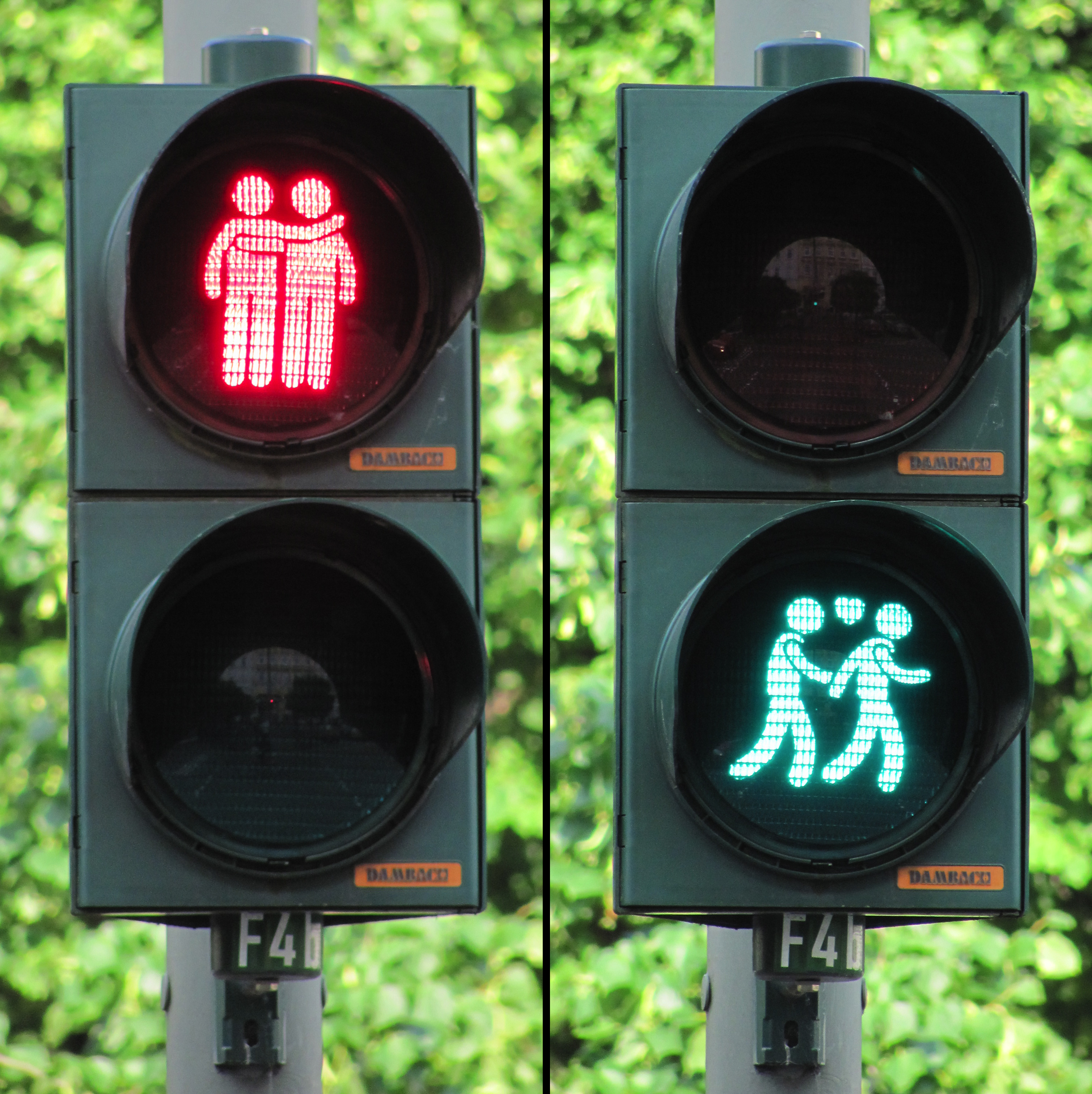
Ampelpärchen Hamburg
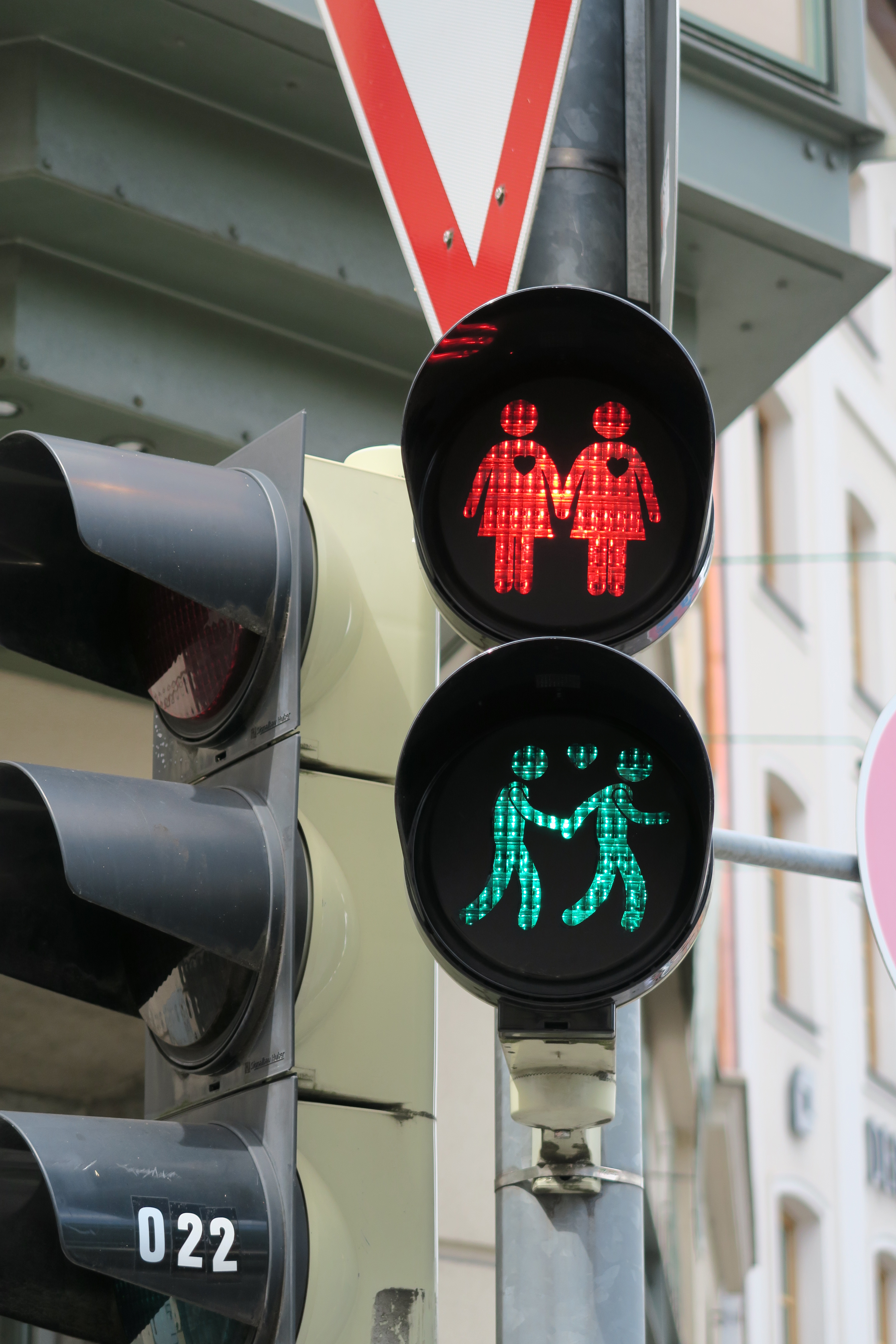
Ampelpaar München
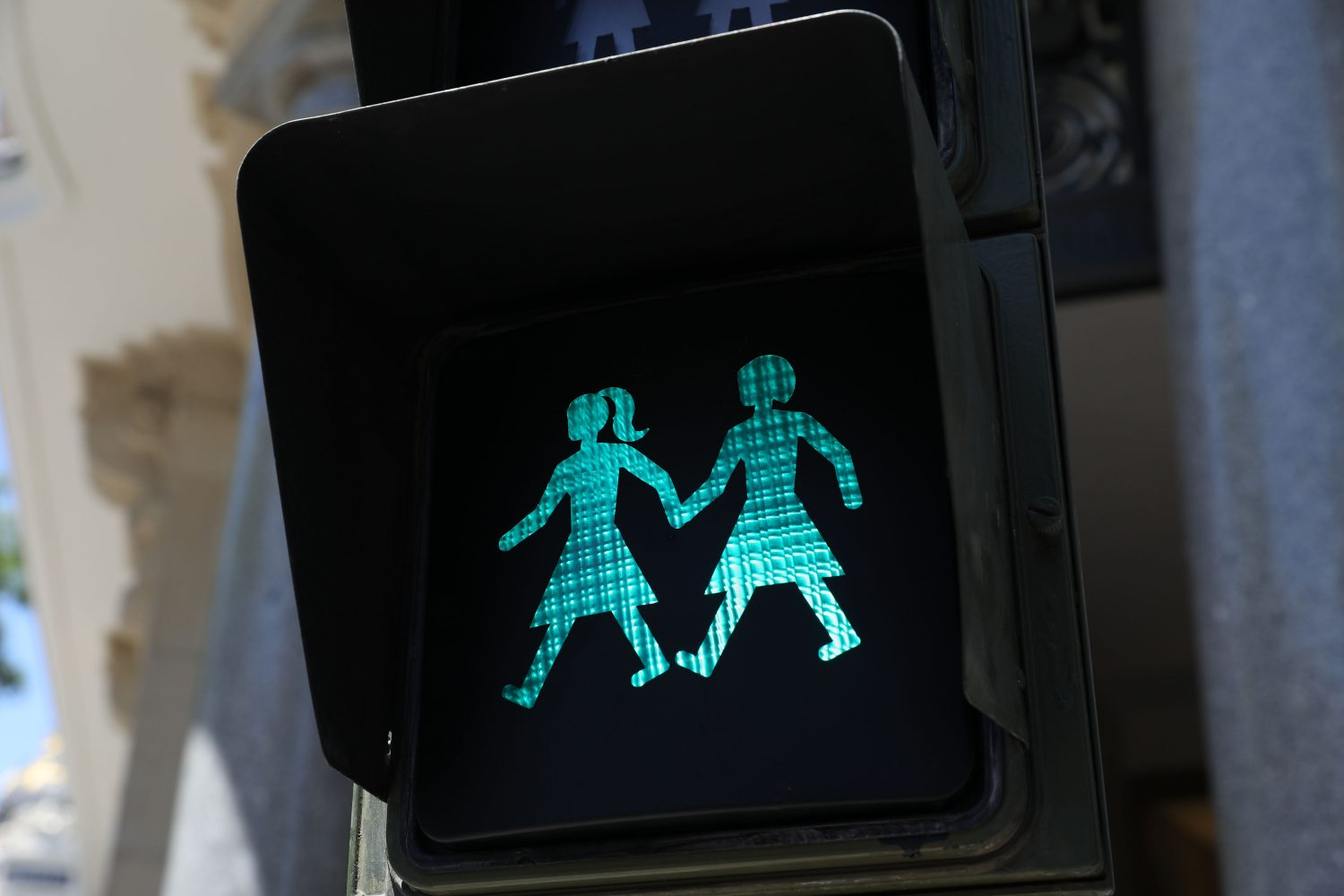
Ampelpärchen Madrid
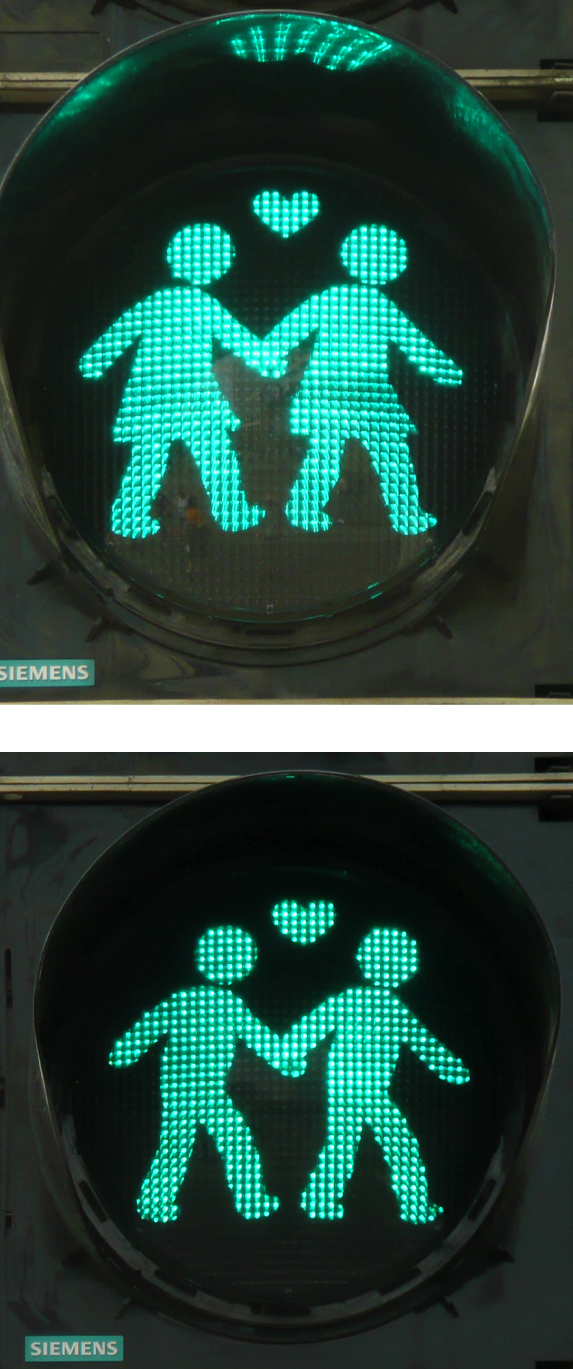
Gleichgeschlechtliche Ampelfiguren in Hannover

### Persönlichkeiten und Gruppierungen mit Bezug zur Stadt
- In Emden gibt es eine Ampel mit der Darstellung des Komikers Otto Waalkes als Ampelmännchen.[13]

- In Friedberg leuchten seit Ende November 2018 drei Fußgängerampeln mit der Silhouette von Elvis Presley, des „King of Rock'n'Roll“. Die Ampeln sind rund um den Elvis-Presley-Platz der Stadt zu finden. Elvis Presley war ab Oktober 1958 eineinhalb Jahre in der Stadt als US-Soldat stationiert.[14][15]
- Fulda stattete ab dem Jahr 2020 anlässlich des 1275. Stadtjubiläums eine Reihe von Ampeln mit Ampelmännchen aus, die den Heiligen Bonifatius darstellen, der Auftraggeber des Klosters Fulda war und dessen Gebeine im Dom zu Fulda begraben liegen.[16]

- Saarbrücken hat Fußgängerampeln mit Saarlodri-Motiv.[17]

- Trier: Anlässlich des 200. Geburtstages von Karl Marx wurden 2018 in seiner Geburtsstadt vier Ampeln mit Ampelmännchen in Karl-Marx-Form ausgestattet. Die erste wurde am 19. März unweit der Porta Nigra eingeweiht, eine weitere steht in unmittelbarer Nähe von Marx’ Geburtshaus.[18][19][20]

- Worms: Im Hinblick auf das 500-jährige Jubiläum des Auftritts von Martin Luther auf dem Reichstag zu Worms 1521 agiert eine Martin-Luther-Figur bei einer Fußgängerampel der Straßenkreuzung Konrad-Adenauer-Ring / Wilhelm-Leuschner-Straße.[21][22][23]

- In Wuppertal wurde Friedrich Engels, als der im heutigen Stadtteil Barmen geborene „größte Sohn der Stadt“, im November 2021 zu seinem 201. Geburtstag als Ampelmännchen geehrt. Die Ampel am Fußgängerüberweg zum Engels-Haus ist die erste von vier Lichtzeichenanlagen, die in Wuppertal entsprechend umgerüstet werden sollen. Das lediglich auf dem Grünlicht angebrachte Motiv zeigt in vereinfachter Form ein bekanntes fotografisches Porträt von Engels als jungem Mann. Ein Bürgerantrag vom Frühjahr 2020 bildete die Initiative dafür.[24]

- In Aarhus, Dänemark erhielten 17 Ampeln ab August 2019 Wikinger als Ampelmännchen. Sie sollen zum 900-Jahr-Jubiläum an die Bedeutung von Aarhus im 10. Jahrhundert erinnern. Die entsprechenden Signalgeber wurden an Straßen angebracht, deren Lage aus damaliger Zeit stammt.[25]

- In Wellington, Neuseeland befindet sich eine Ampel mit der Silhouette von Kate Sheppard, Sozialreformerin, Suffragette und die erste Präsidentin des Nationalen Frauenrats in Neuseeland. Ebenfalls in Wellington steht die Ampel für Carmen Rupe (1936–2011), Drag-Queen, Antidiskriminierungsaktivistin und Transgender-Frau.

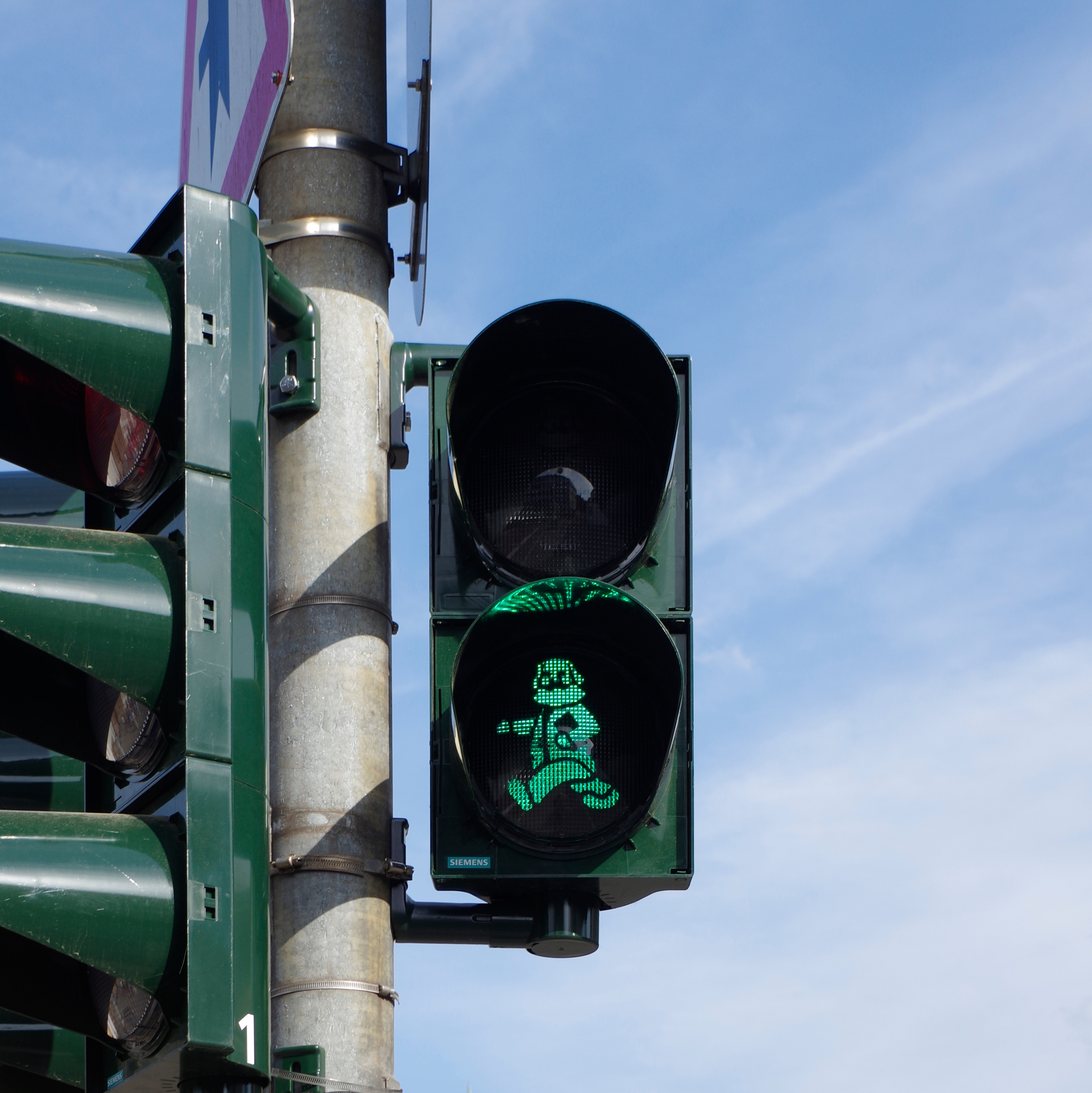
Trierer Karl-Marx-Ampelmännchen
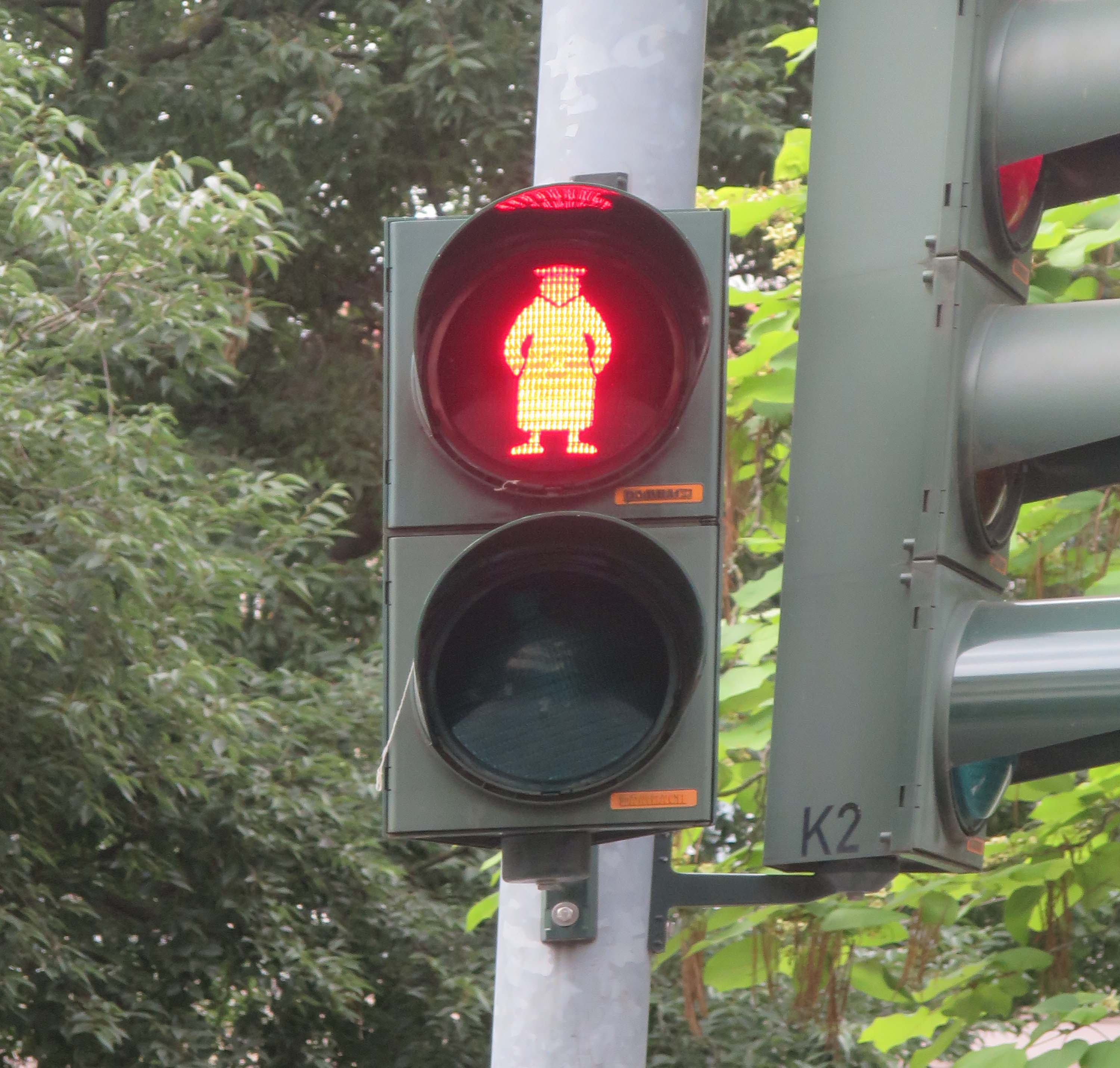
Worms, Martin Luther stehend
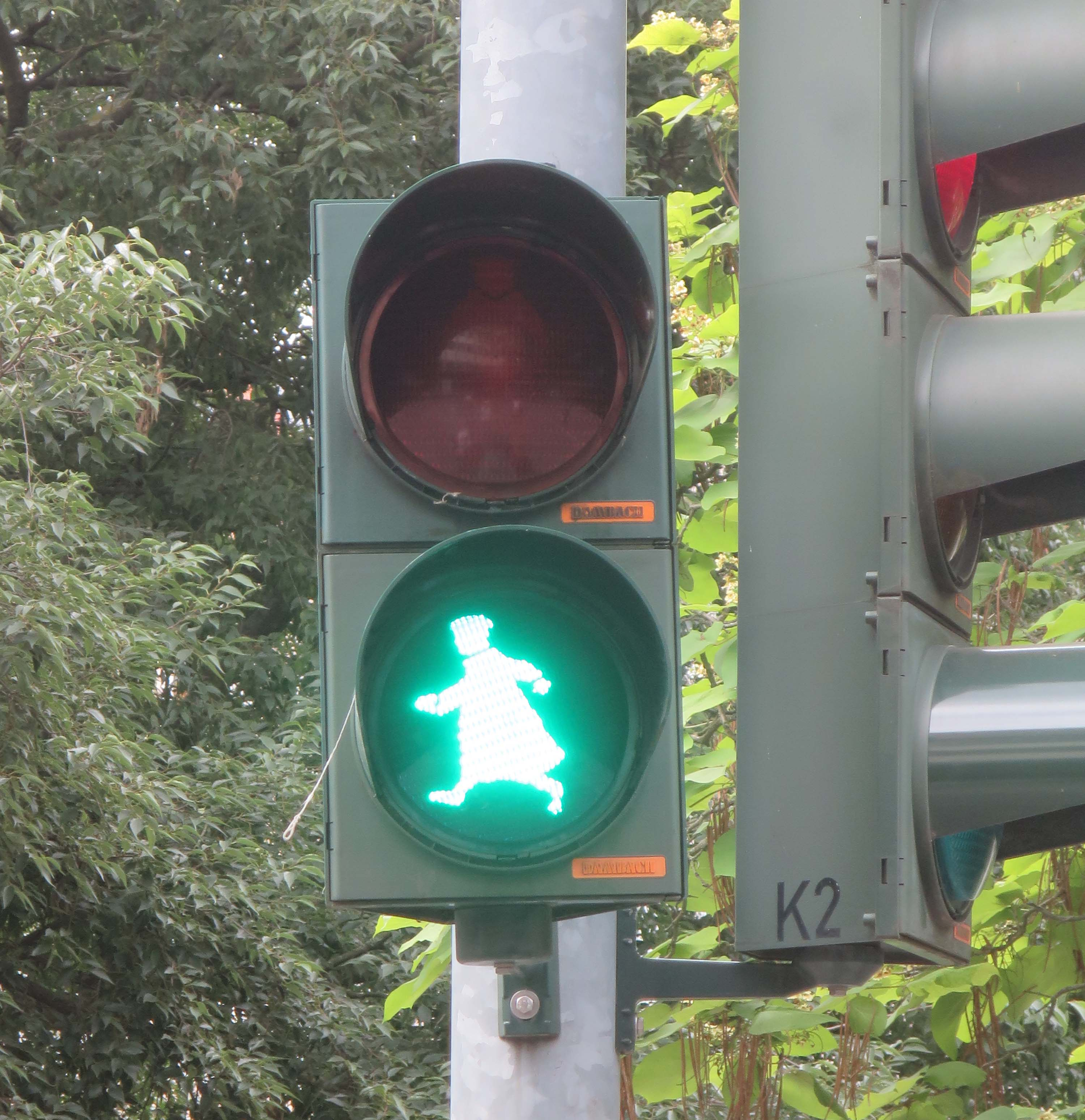
Worms: Luther gehend
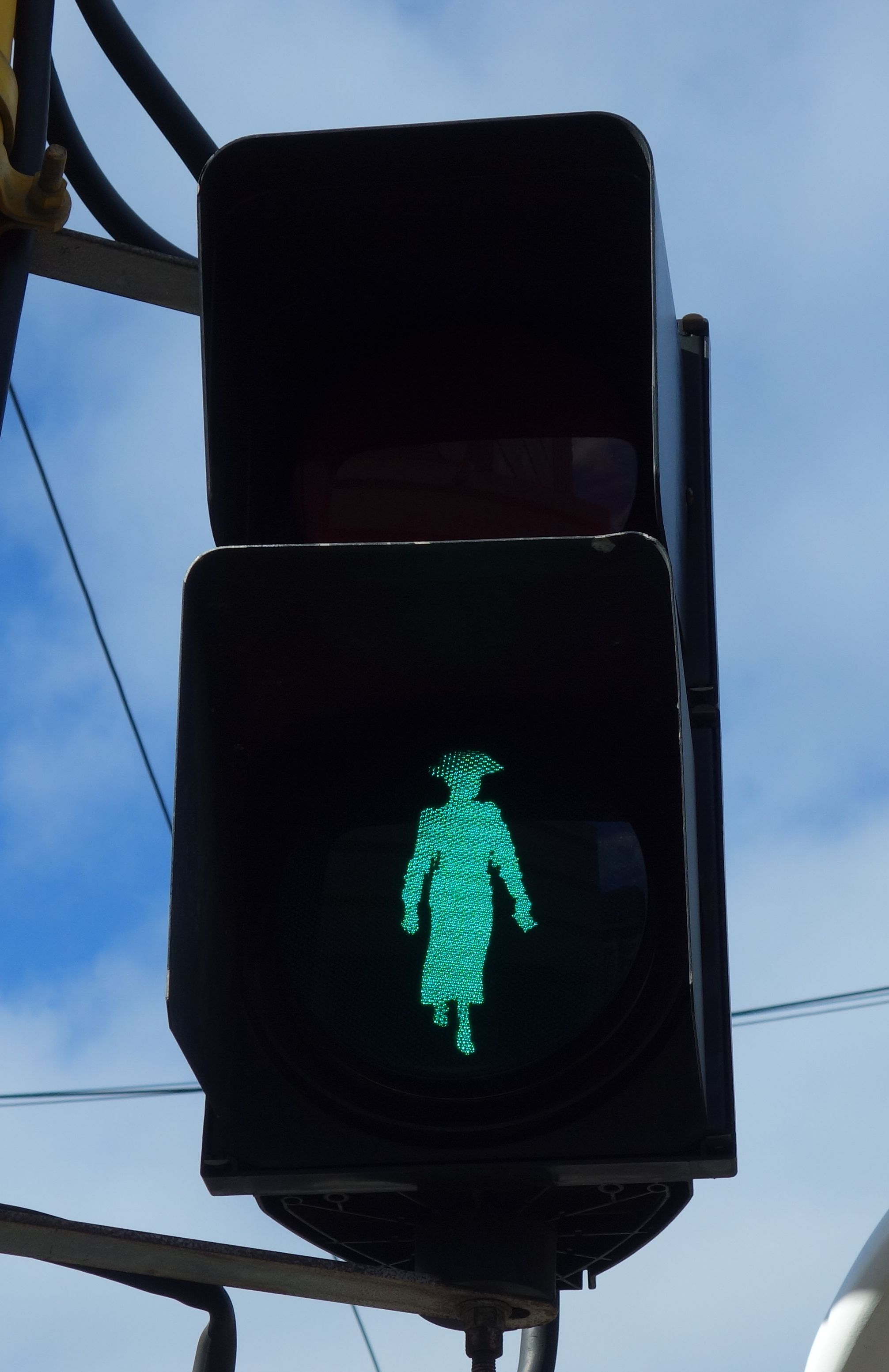
Kate Sheppard, Wellington
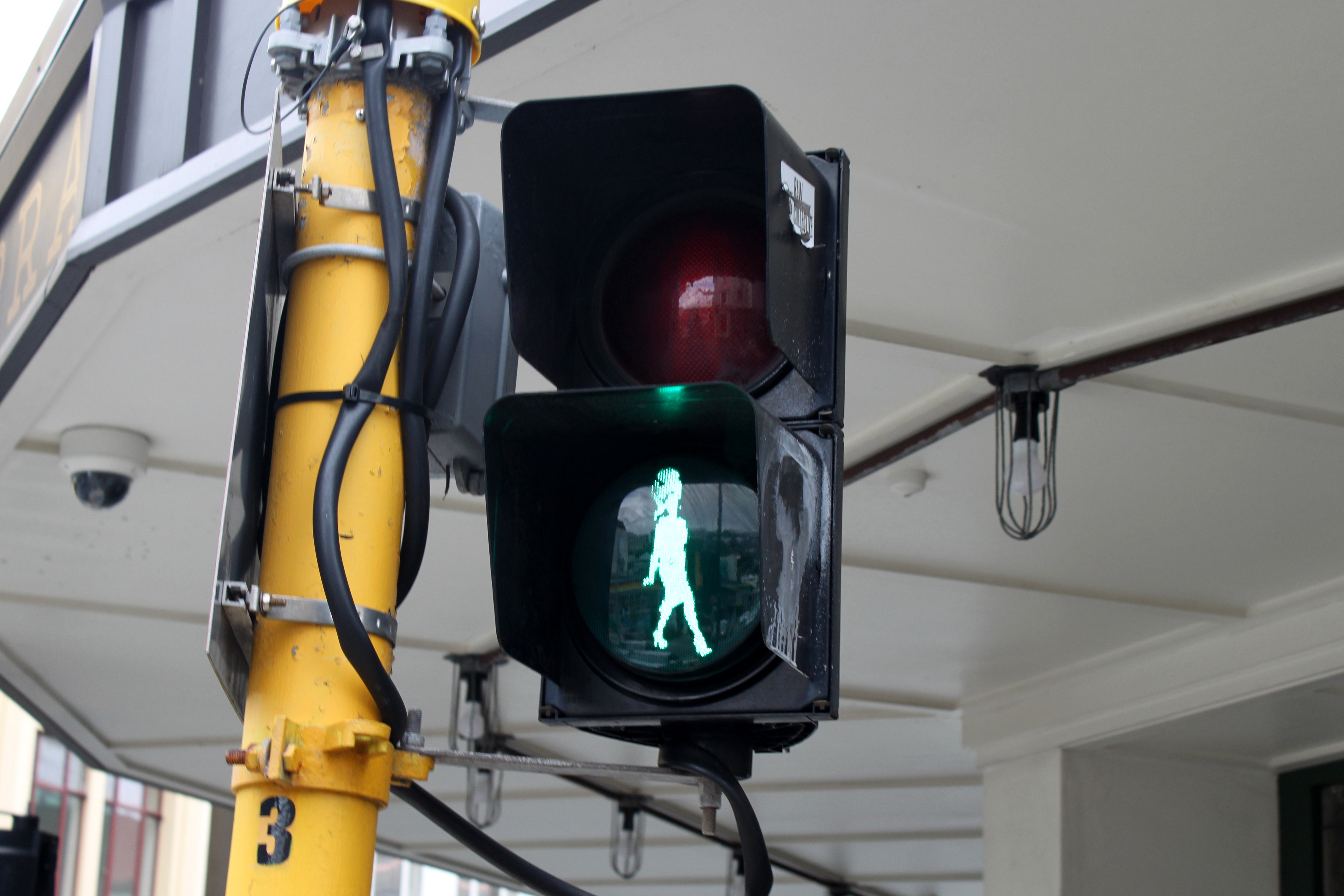
Carmen Rupe, Wellington

### Berufszweige mit Bezug zur Stadt
- Leverkusen: in Leverkusen-Schlebusch an der Oulustraße regelt seit dem 8. Mai 2019 an einer Fußgängerampel der Toripolliisi – ein Wahrzeichen von Leverkusens Partnerstadt Oulu – als Ampelmännchen den Verkehr.[26] Dadurch soll die Wertschätzung der seit 1968 bestehenden Städtepartnerschaft zwischen Leverkusen und Oulu zum Ausdruck gebracht werden. Der Toripolliisi (dt. Marktpolizist) steht für die Schutzpolizisten, die früher auf dem Ouluer Marktplatz für Ordnung und Ruhe sorgten. Der Toripolliisi ist eine 2,20 m hohe Statue aus Bronze auf dem Marktplatz von Oulu.

- Ruhrgebiet: „Bergmannsampeln“, die zum Ende des Bergbaus an die Bergmannstradition der Städte des Ruhrgebiets erinnern sollen, stehen in verschiedenen Ruhrgebietsstädten, unter anderem in Dinslaken,[27] Duisburg,[28] Essen,[29] Herne,[30] Kamp-Lintfort, Moers,[31] Neukirchen-Vluyn und Oberhausen. Die Männchen halten eine Grubenlampe in der Hand und tragen einen Helm. Die erste Ampel mit diesem Motiv wurde im Oktober 2018 in Duisburg in Betrieb genommen, Herne und Moers folgten im Dezember 2019, Essen im Juni 2020.

- Solingen: im Gedenken an die Liëwermang wurde am 15. November 2019 durch Oberbürgermeister Tim Kurzbach die Liëwerfrauenampel an der Grünewalderstraße mit entsprechend gestalteten Motiven eingeweiht:[32]⊙

- In Fredericia, Dänemark werden an einigen Ampeln Soldaten als Ampelmännchen verwendet, um an die Schlacht von Fredericia im Schleswig-Holsteinischen Krieg 1849 zu erinnern.[33]

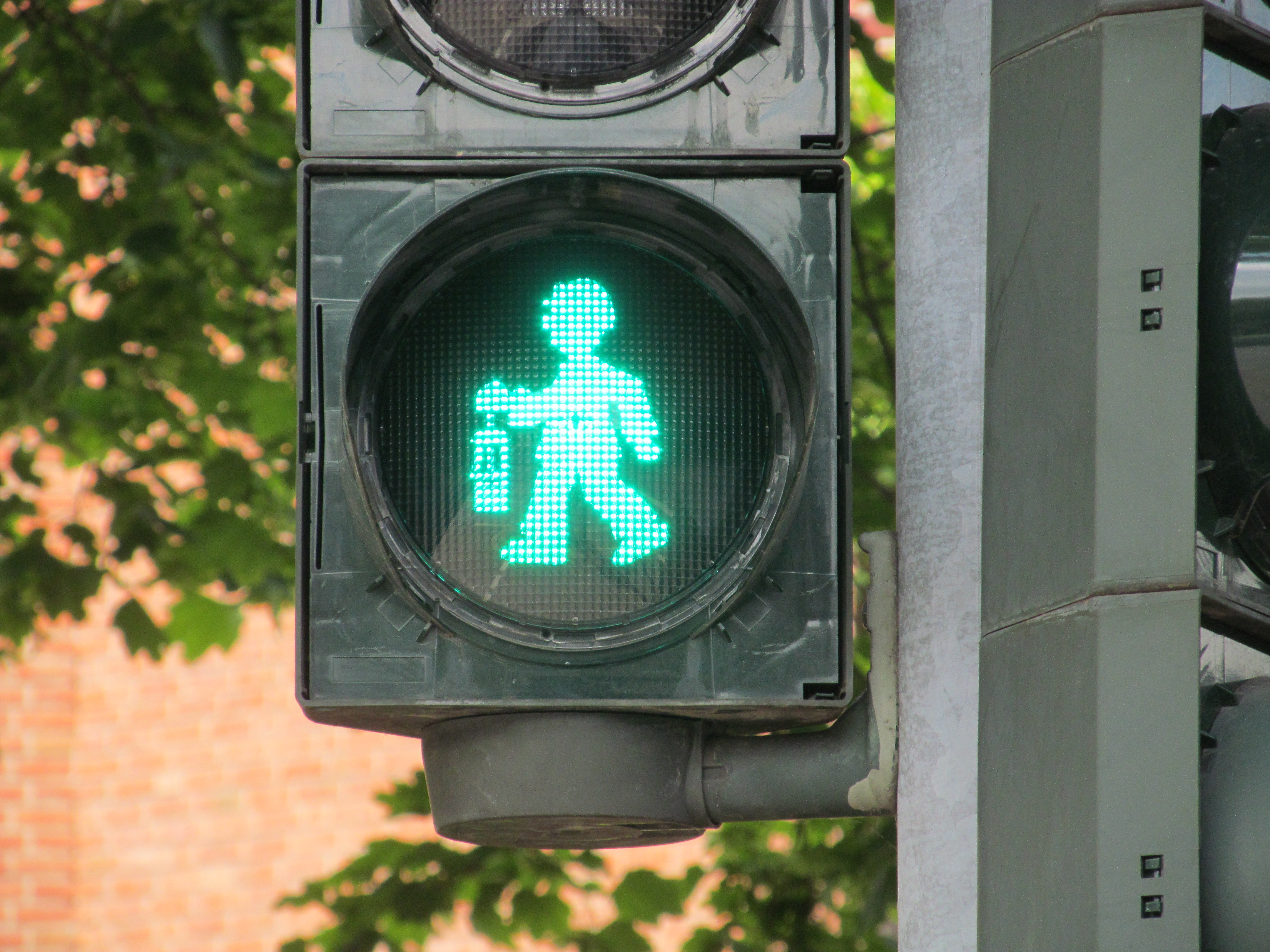
Duisburger Bergmann-Ampel
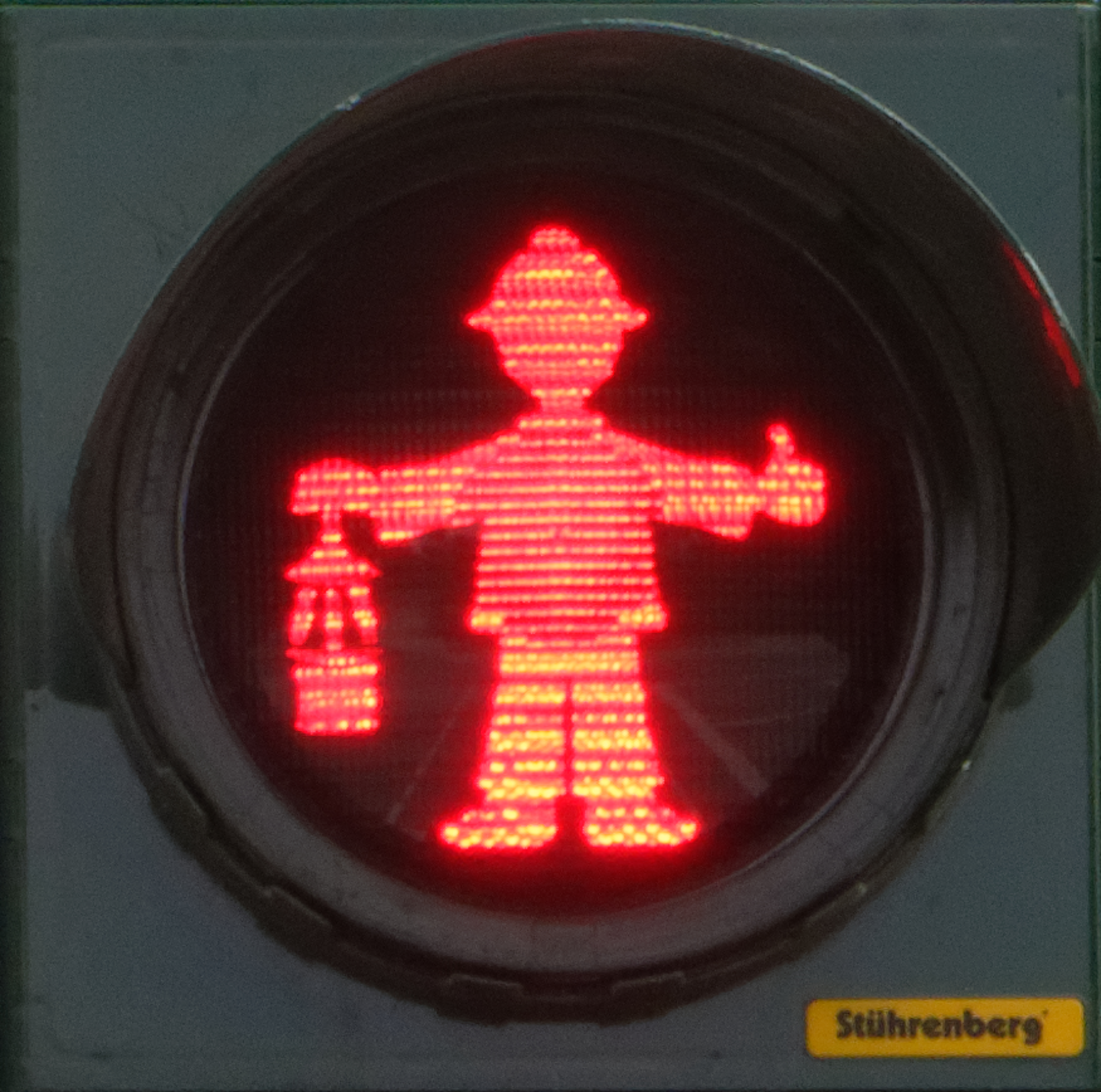
Ampelmännchen in Kamp-Lintfort
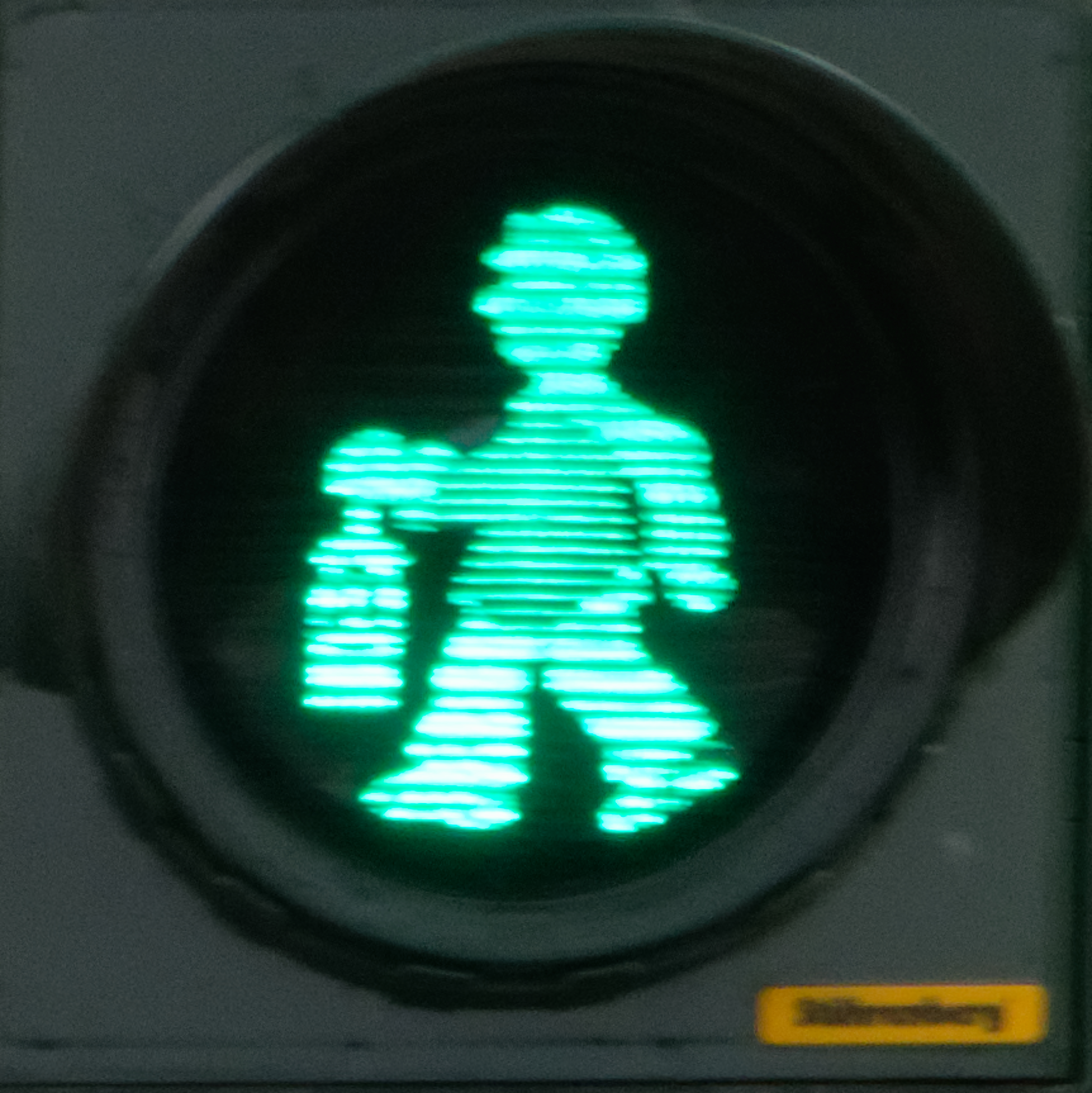
Ampelmännchen in Kamp-Lintfort
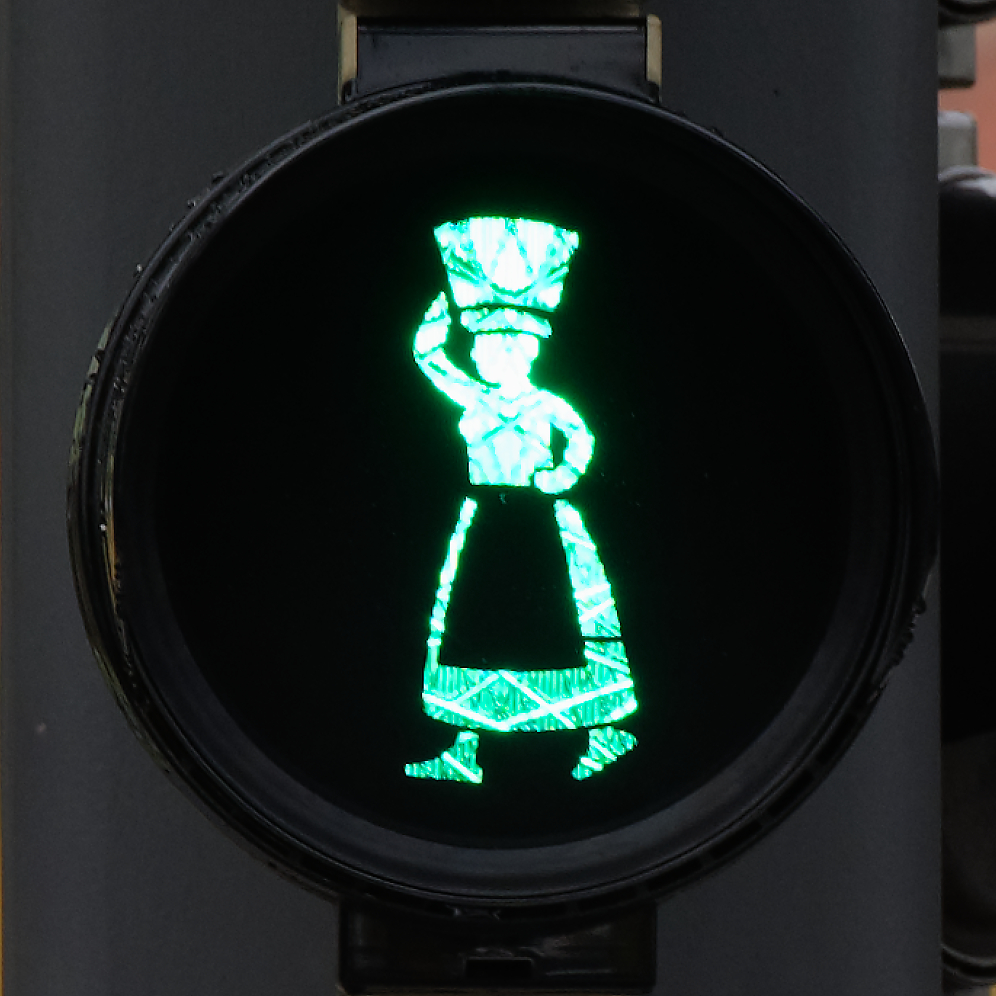
Liewerfrau in Solingen
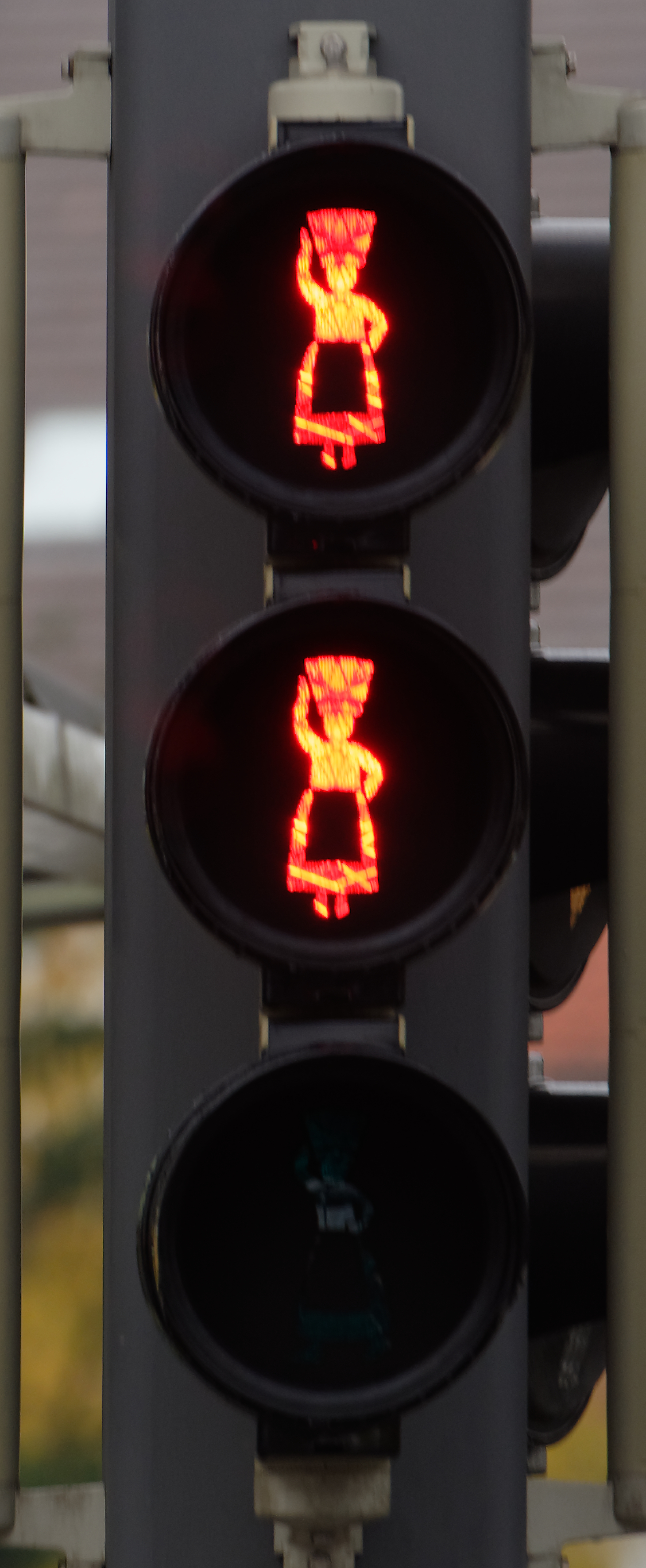
Liewerfrau in Solingen
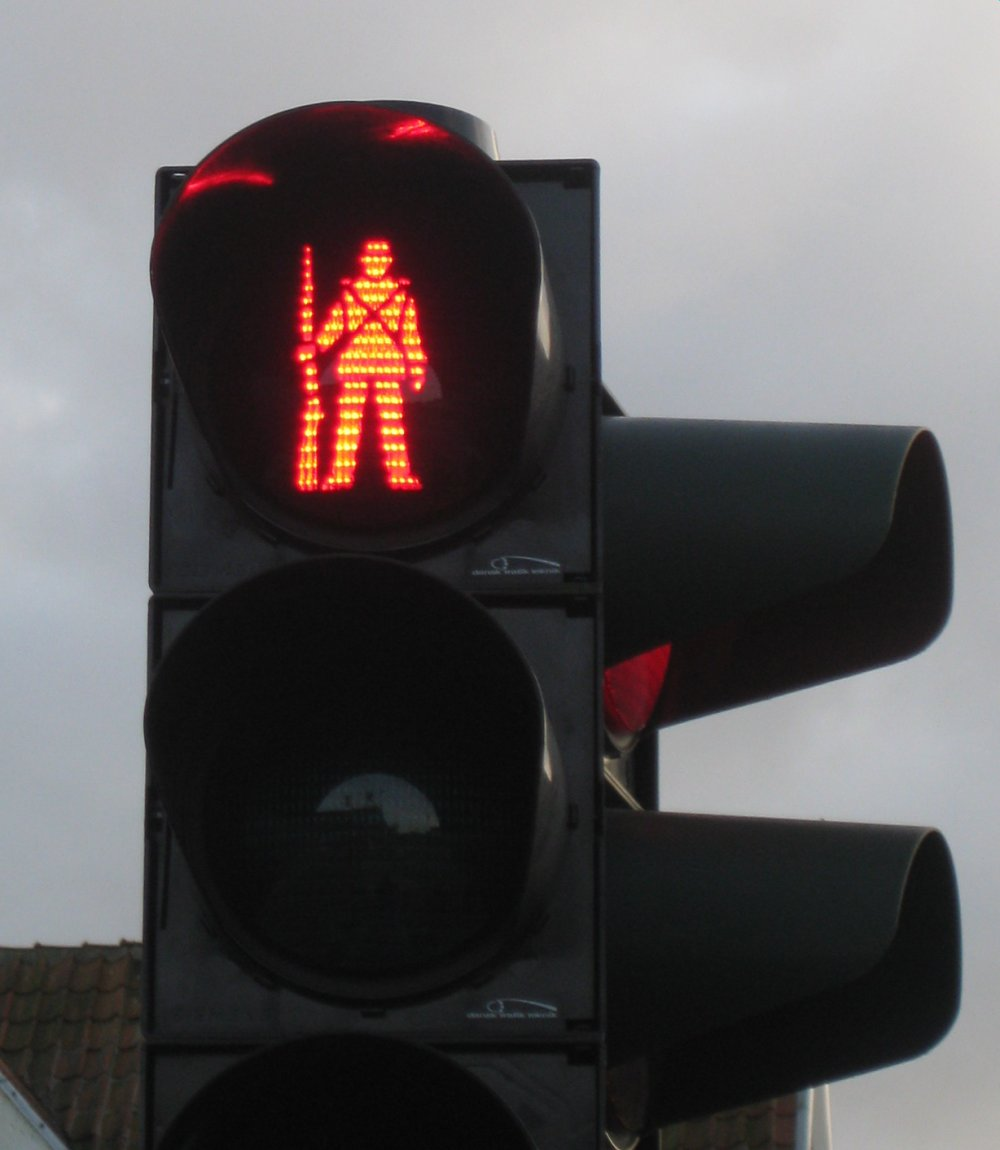
„Ampelsoldat“ in Fredericia (Dänemark)

### Sagen, Erzählungen und Wahrzeichen mit Bezug zur Stadt
- Augsburg: am 14. Juli 2017 ging in Augsburg die Kasperle-Ampel in Betrieb, die an der Kreuzung Milchberg/Spitalgasse bei grün für Fußgänger einen Kasper (schwäbisch Kasperle), bei rot das Standard-Ampelmännchen zeigt. Die Ampel befindet sich in der Nähe der Augsburger Puppenkiste.[34]
- Hameln: in Hameln wurden im Juli 2019 aus touristischen Gründen drei Fußgänger- und Fahrradampeln in der Grünphase mit der Silhouette des Rattenfängers von Hameln in Betrieb genommen, was von Sponsoren finanziert wurde.[35] Ursprünglich hatte das niedersächsische Verkehrsministerium die Umgestaltung abgelehnt und wollte keine Ausnahmegenehmigung erteilen.[36]
- Kaiserslautern: Seit Oktober 2024 leuchtet in der Nähe des Polizeipräsidiums das Maskottchen des 1. FC Kaiserslautern. Es ist ein kleiner Teufel, der Betzi genannt wird.[37]
- Koblenz: Bei grün leuchtet seit Oktober 2024 der Schängel an der Kreuzung Löhrstraße/Pfuhlgasse. Das Wahrzeichen der Stadt zeigt einen Jungen in kurzen Hosen, der vor dem Rathaus Wasser spuckt.[38]
- Mainz: im November 2016 wurden in Mainz die Fußgängersignale der Ampel am Neubrunnenplatz mit den Mainzelmännchen als Ampelfiguren ausgestattet.[39] Zum Tag der Deutschen Einheit, der damals in Mainz ausgerichtet wurde, kamen 2017 weitere hinzu. 2019 waren es 11 Ampeln, die entsprechend ausgestattet waren, fünf davon in Mainz-Lerchenberg, Sitz des ZDF und „Heimat“ der Mainzelmännchen.[40]
- Monheim am Rhein: Im Juni 2020 wurden im Straßenzug der Opladener Straße mehrere Fußgängerampeln mit dem Wappenfiguren Gänseliesel und Gans als Ampelmännchen ausgestattet. Der ausgewählte Entwurf zeigt bei rot die lokal bekannte Silhouette einer Gänseliesel mit der Geste des vor die Lippen gehaltenen Zeigefingers und einer neben ihr stehenden Gans. Sinnbildlich soll sie ihr schnatterndes Federvieh dazu bringen, den Schnabel zu halten, lateinisch „Nocet esse locutum“ (etwa: „Geschwätz schadet“).[41] Auf der grünen Streuscheibe trägt die gehende Gänseliesel die Gans."[42]
- München: Anfang 2025 wurden drei Kreuzungen im Stadtteil Lehel (Drehort der Fernsehserie Meister Eder und sein Pumuckl) mit Pumuckl-Ampeln ausgestattet. Weitere Stadtorte waren in Prüfung.[43]
- Osnabrück: im Oktober 2020 wurde an der Kreuzung Alte Münze / Kamp in Osnabrück eine Fußgängerampel mit Steckenpferdreitern als Ampelmännchen ausgestattet, die an die lokale Tradition des Steckenpferdreitens erinnern soll.[44]
- Plauen: in Plauen finden sich Ampeln mit den Gestalten von Vater und Sohn des Zeichners e. o. plauen.[45]
- In Schwäbisch Gmünd leuchtet seit August 2024 am Fußgängerüberweg am Bahnhof ein comic-artiges Einhorn, das Wappentier der Stadt.[46]
- In Singen (Hohentwiel) ist seit März 2021 die lokale Fasnachtsfigur Poppele als Ampelmotiv am Bahnhofsplatz zu finden.[47]
- Speyer hat mehrere Ampeln, die den Brezelbu mit einer angebissenen Brezel zeigen, das Maskottchen des Speyerer Brezelfestes.[48]
- In Stuttgart gibt es seit Juli 2022 eine Ampel mit den schwäbischen SWR-Zeichentrickfiguren Äffle und Pferdle. Eine zweite Ampel steht seit Dezember 2022 in Böblingen, eine dritte seit März 2023 in Kirchheim unter Teck und eine vierte seit Juni 2024 in Tübingen.[49][50]
- Wesel: Im Dezember 2019 hat Wesel acht Ampeln mit der Darstellung eines Esels bei Aufleuchten der Grün-Phase in Betrieb genommen. Der Esel von Wesel ist Symboltier der Stadt.[51]
- Utrecht, Niederlande: Utrecht hat eine Nijntje-Ampel.[52] Nijntje, ein weißes Kaninchen, ist eine Bilderbuchfigur.
- Rønne, Dänemark: Seit dem 2. Oktober 2023 zieren der Troll Krølle-Bølle und seine Schwester Krølle Borra mehrere Fußgängerampeln im Hafengebiet von Rønne.[53][54]
- In unmittelbarer Nähe zur Schlei und zum Wikingermuseum Haithabu in Haddeby, einem Ortsteil von Busdorf, Schleswig-Holstein, wurde nach Vorbild von zuvor aufgestellten Wikingerampeln in Dänemark (siehe weiter oben) im April 2025 eine Fußgängerbedarfsampel mit Wikingerfiguren ausgestattet. Bei Rot zeigt sich das Wikinger-Ampelmännchen mit Schild und Stopp-Hand, bei Grün wechselt es mit seiner Streitaxt in den Angriffsmodus.[55][56]

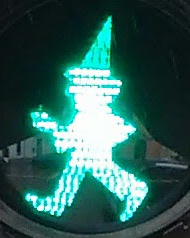
Augsburger Kasperle-Ampel
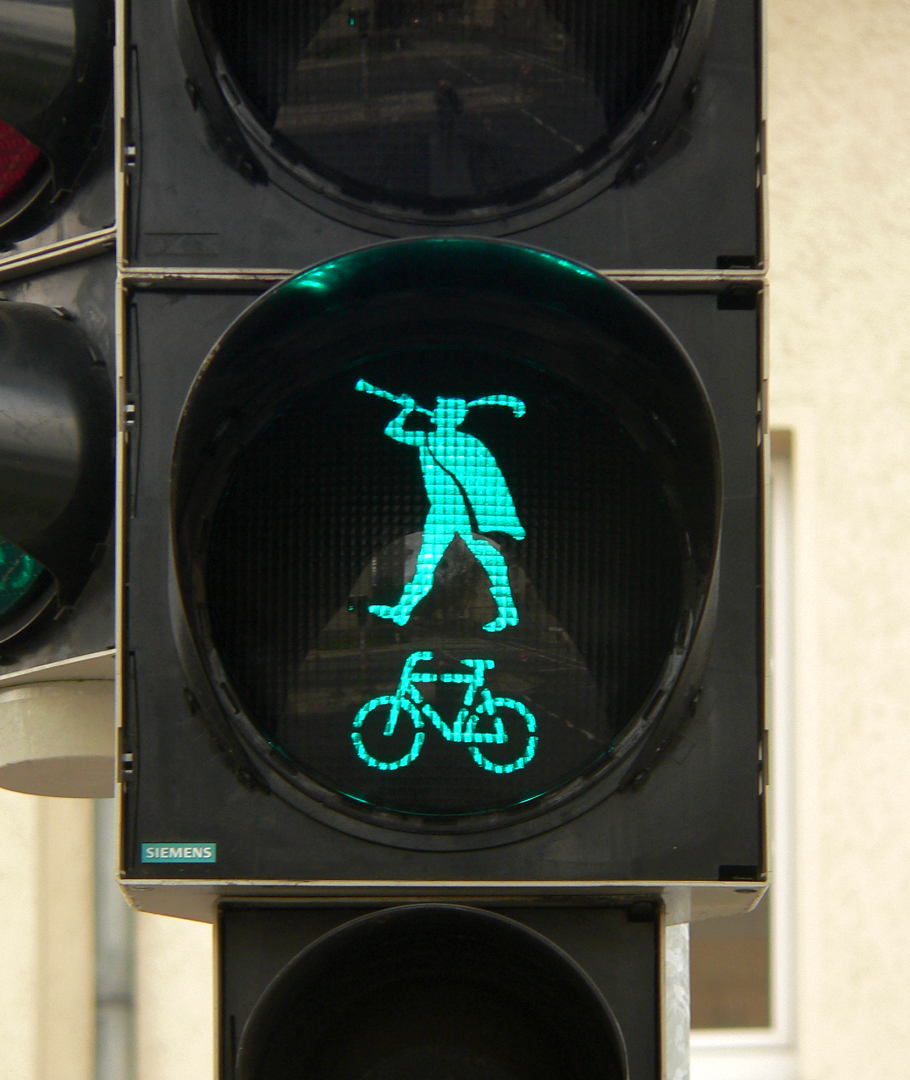
Ampel mit dem Rattenfänger von Hameln
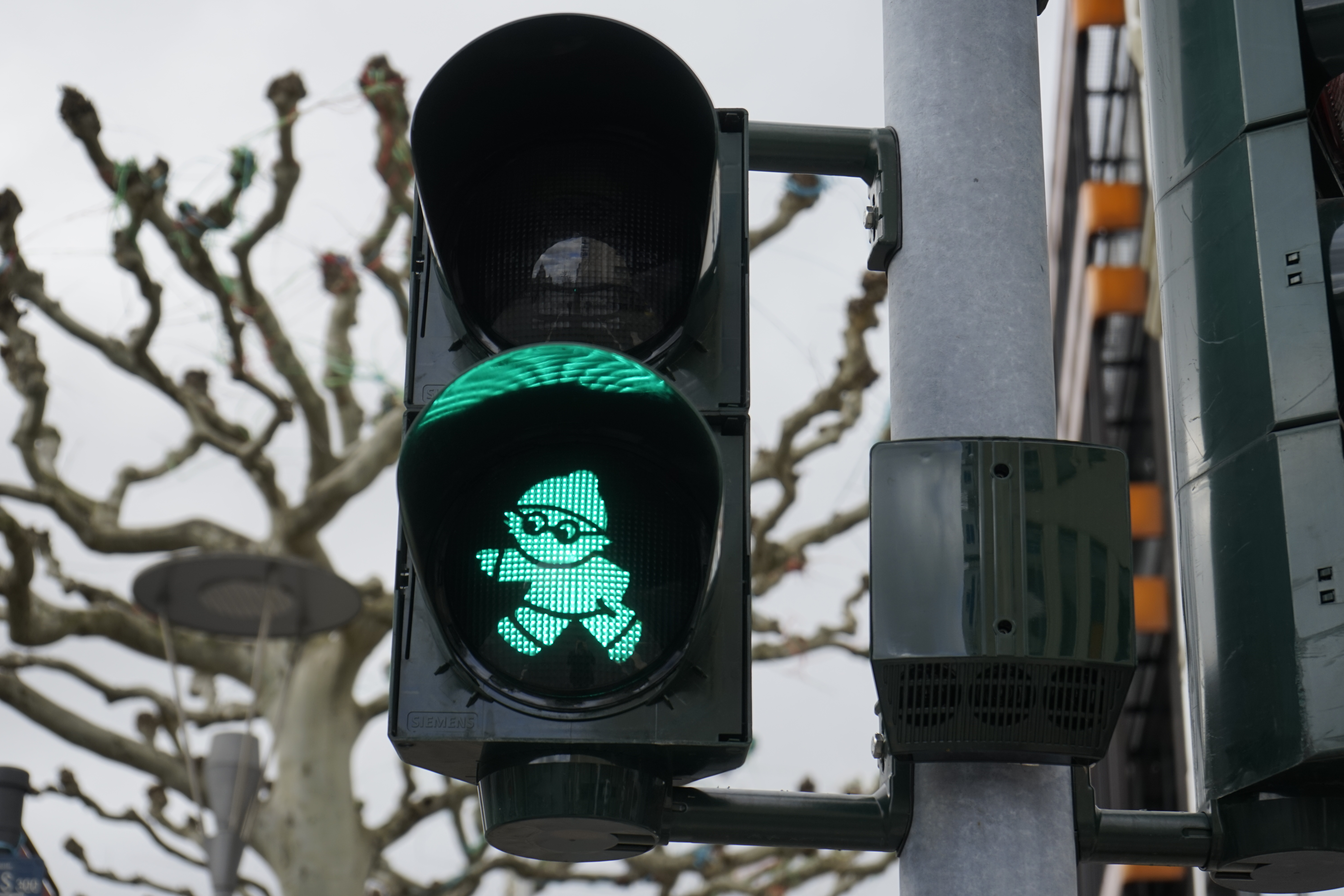
Mainzelmännchen grün
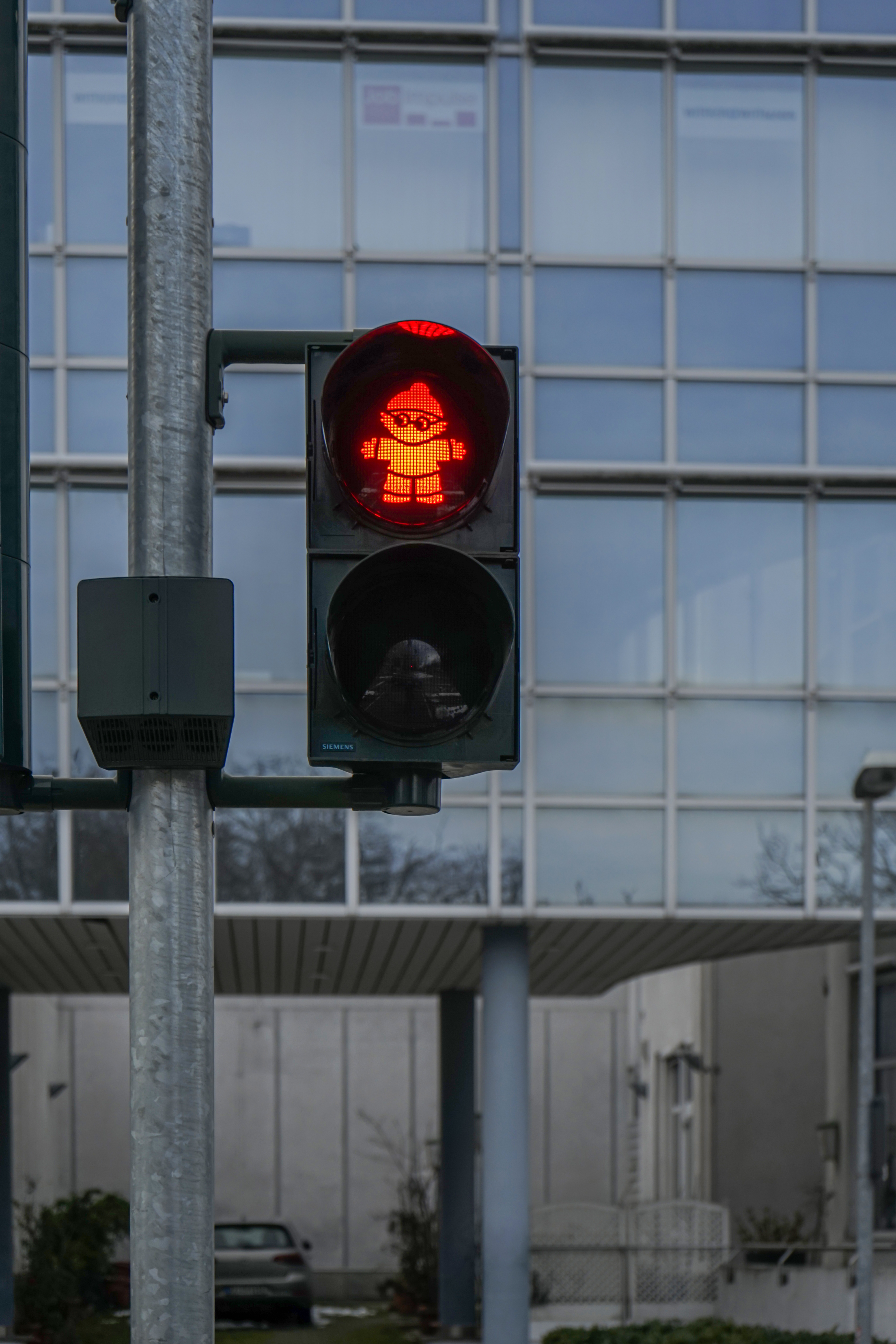
Mainz
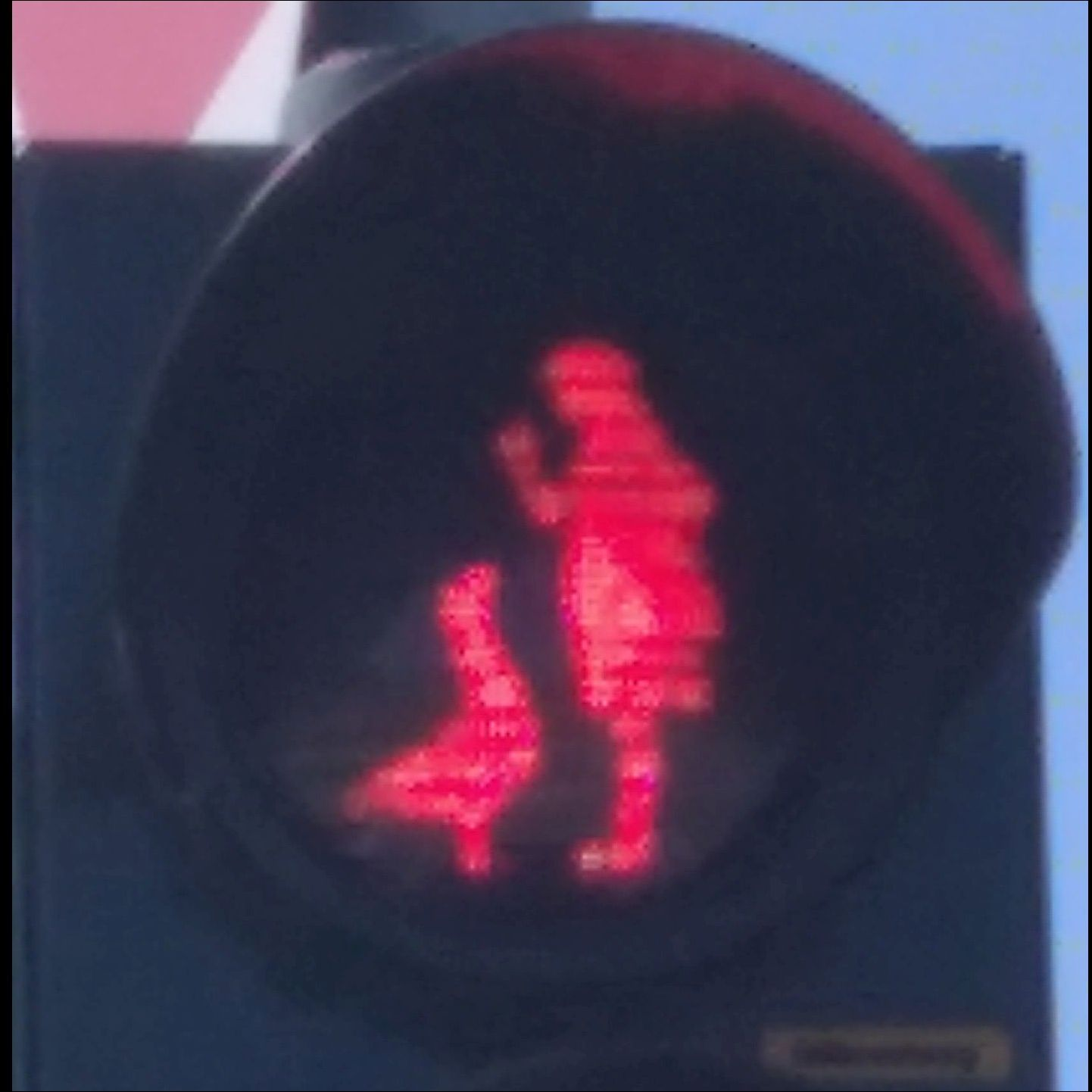
Monheim am Rhein: Gänseliesel mit nebenstehender Gans
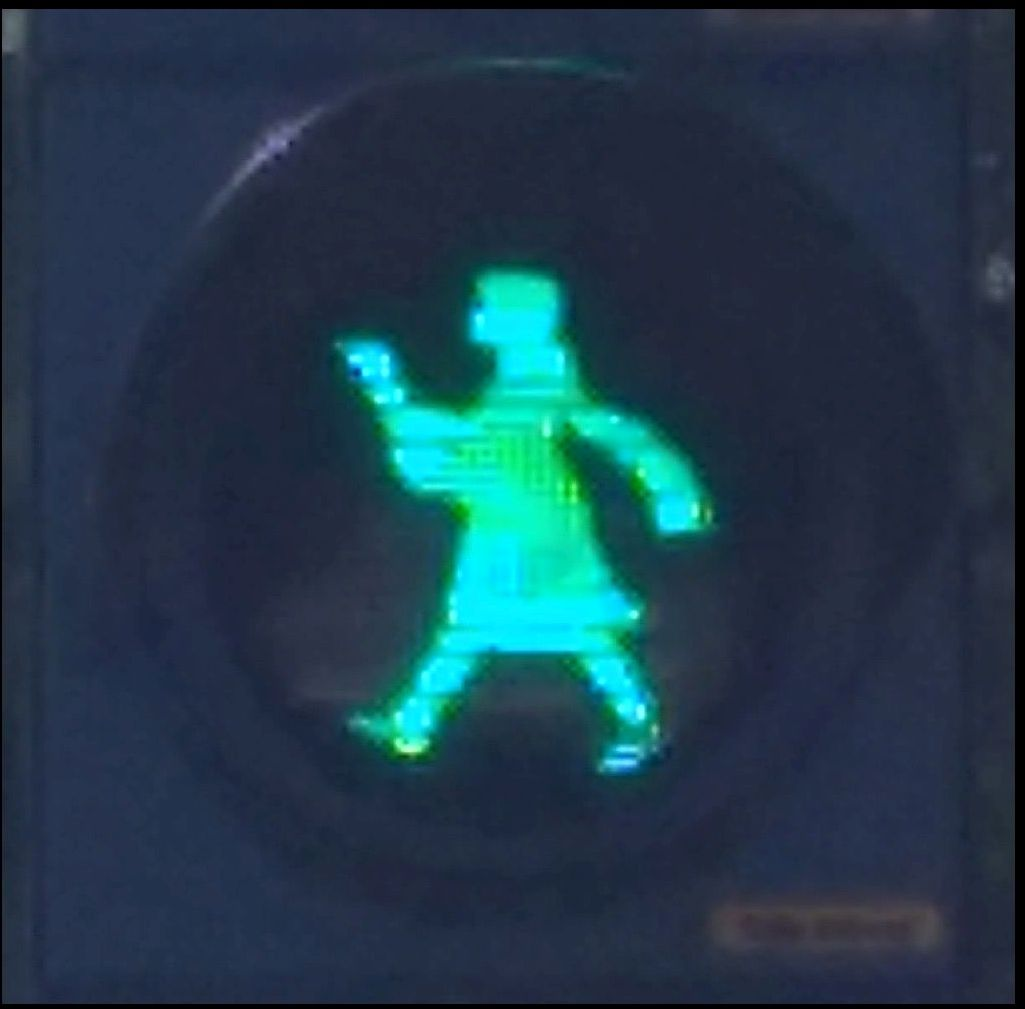
Monheim am Rhein: Gehende Gänseliesel trägt Gans
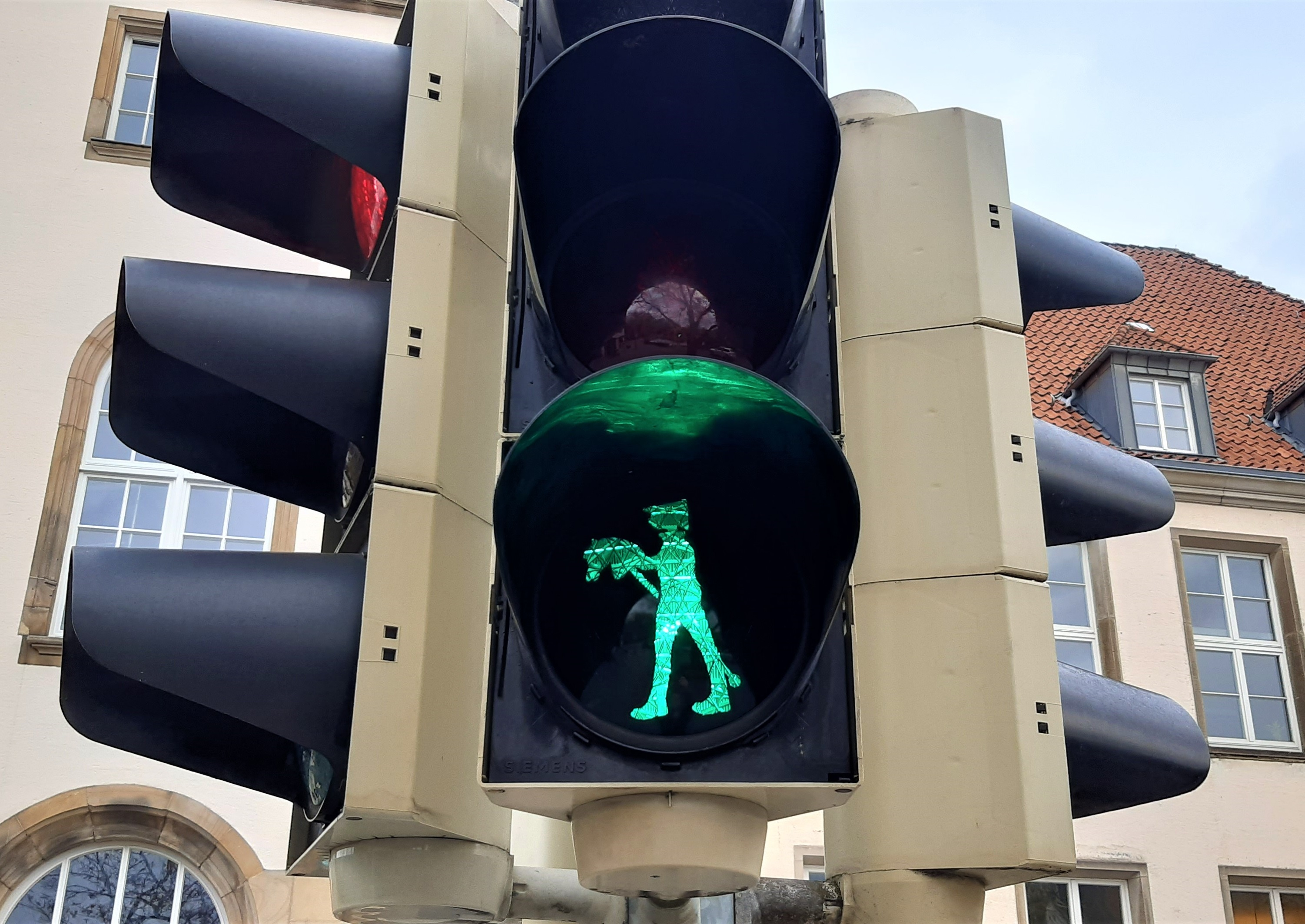
Osnabrück: Steckenpferdreiter
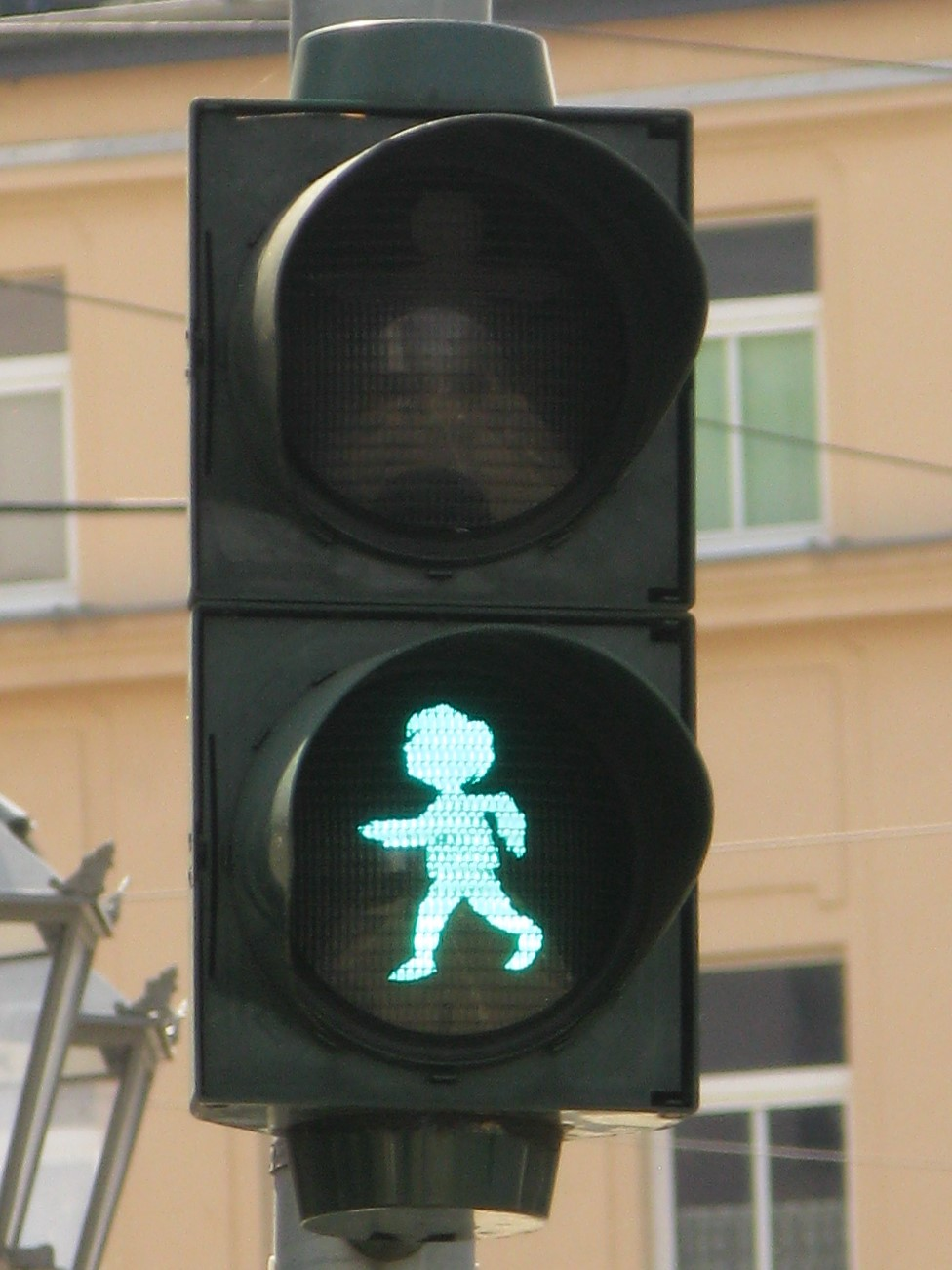
Plauen: Vater-und-Sohn-Ampel
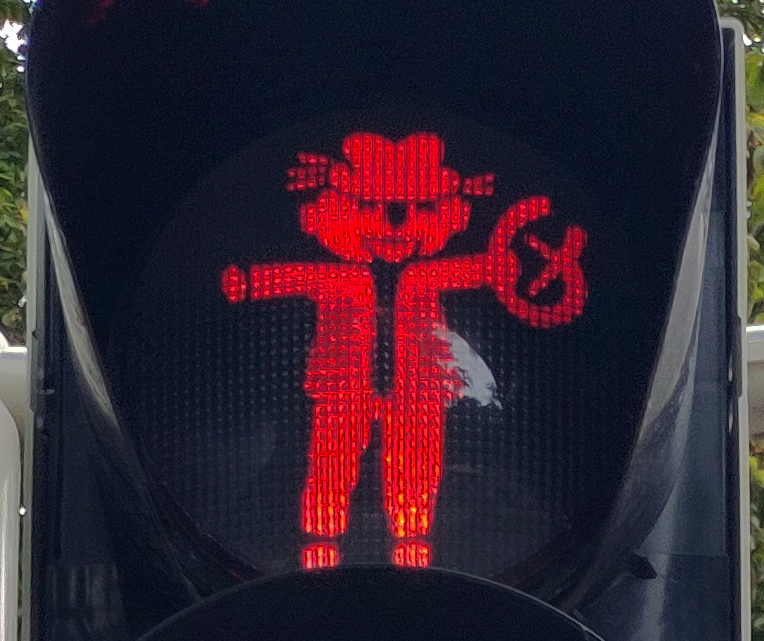
Brezelbu in Speyer
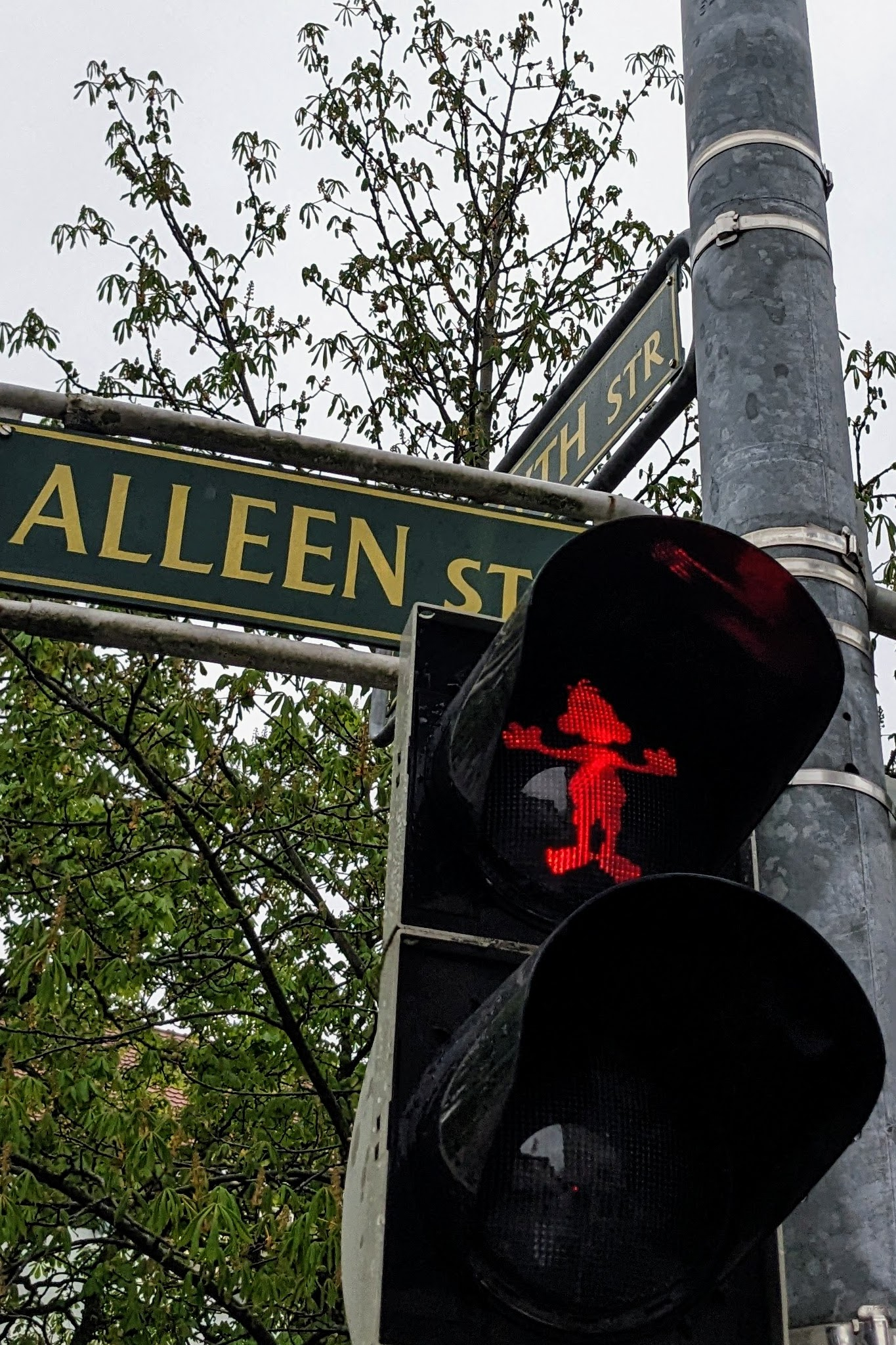
Äffle in Kirchheim/Teck
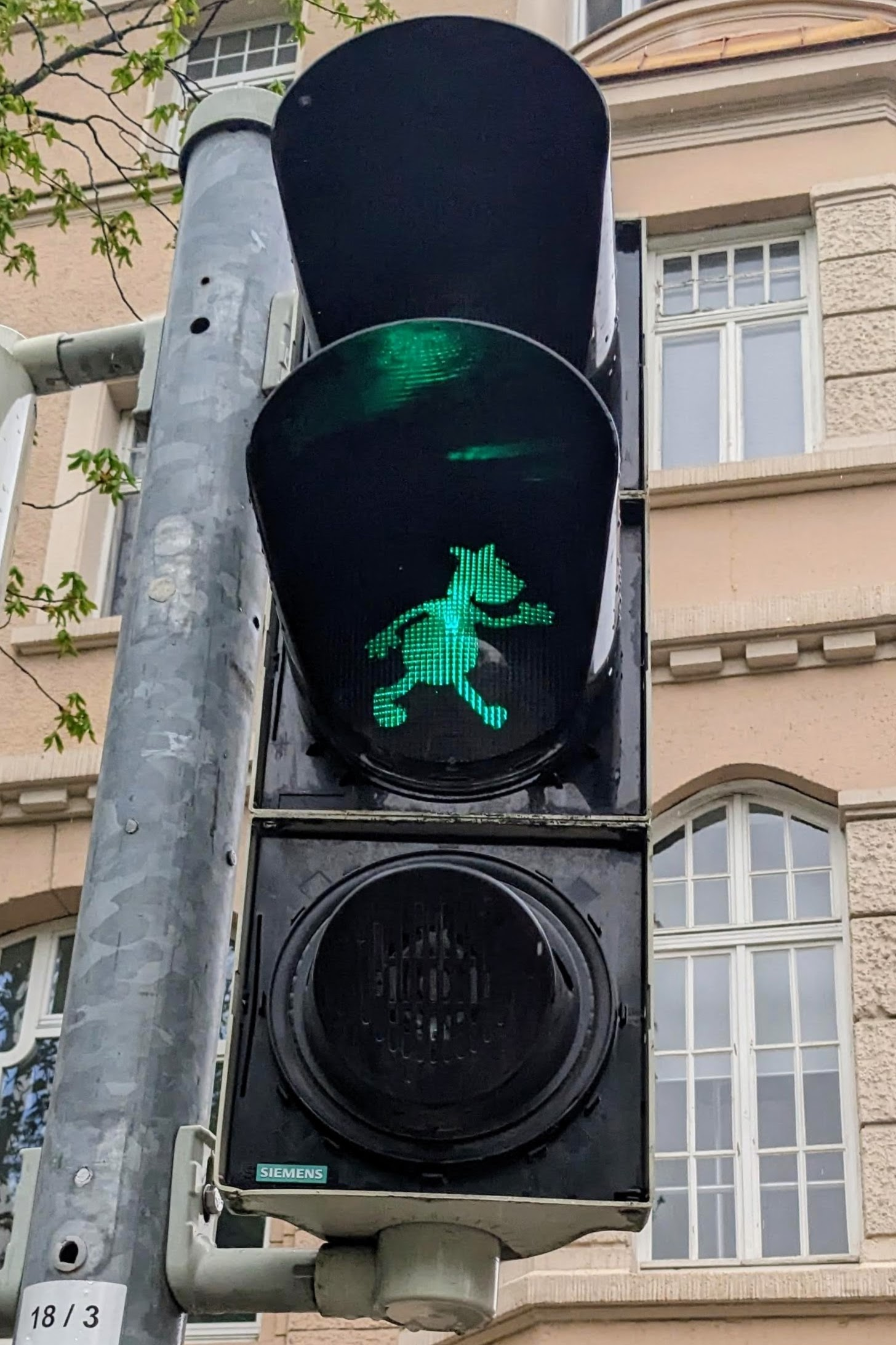
Pferdle in Kirchheim/Teck
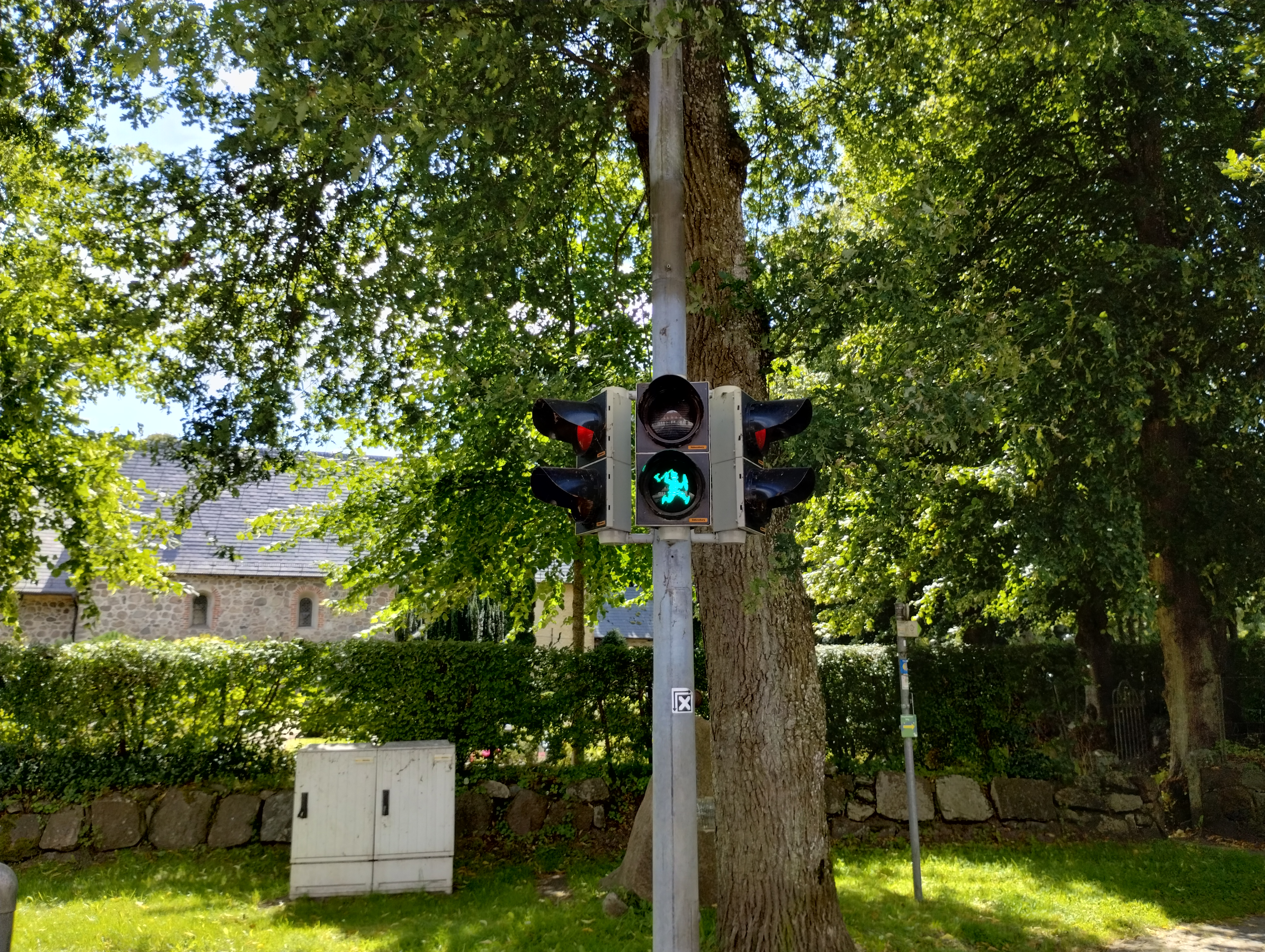
Ampel mit Wikingerfigur bei Haithabu in Schleswig-Holstein (Südschleswig)

### Weihnachtsfiguren

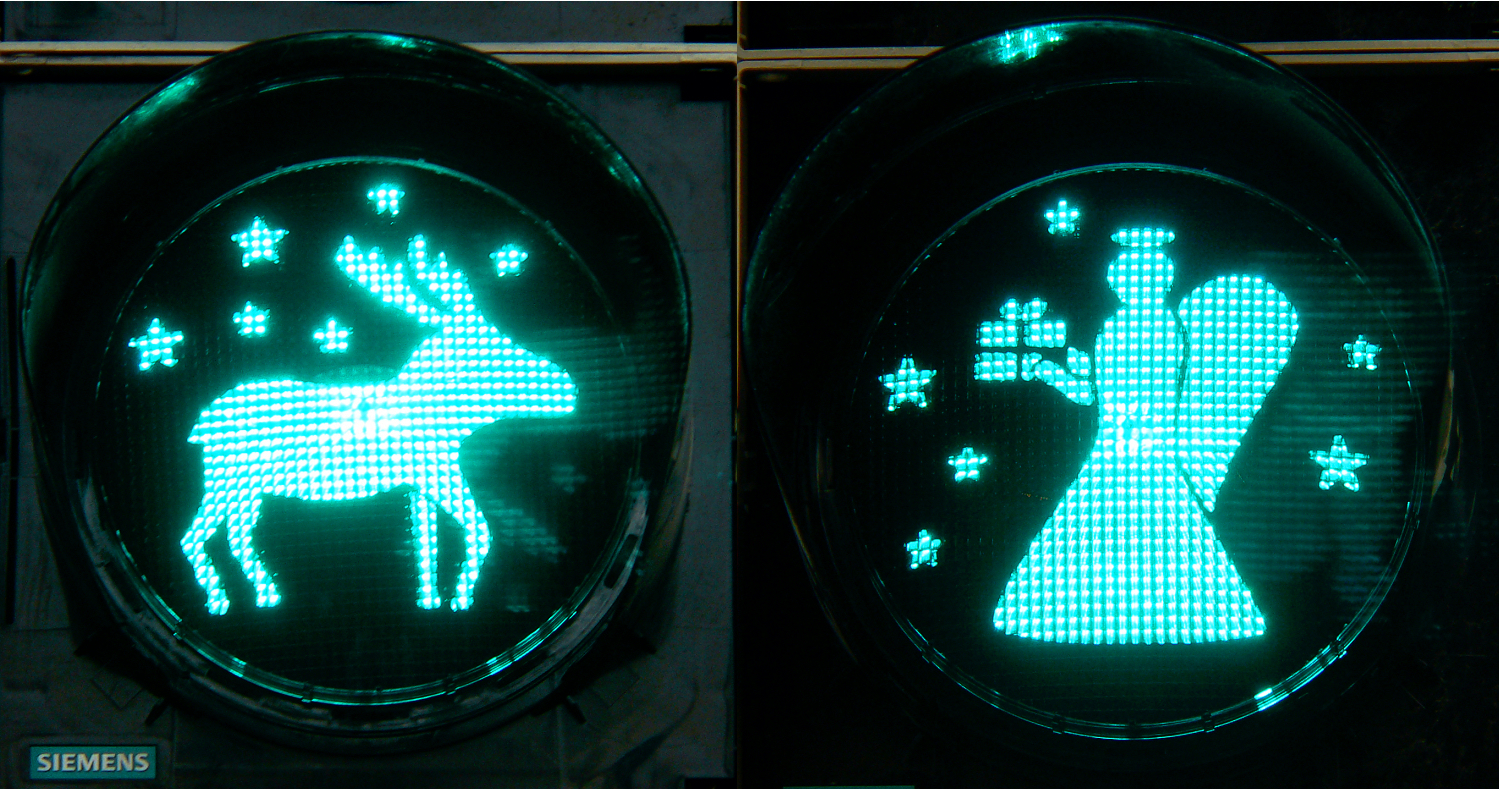
Fußgängerampeln in Hannover zur Weihnachtszeit

- Hannover: in Verbindung mit dem Weihnachtsmarkt Hannover stellt das Bauamt während der Weihnachtszeit Fußgängerampeln auf, bei denen in der Grünphase ein Elch sowie ein Engel erscheinen.[57]

- Lüneburg: in Lüneburg wird in Verbindung mit dem Weihnachtsmarkt auf Fußgängerampeln in der Grünphase ein Weihnachtsmann gezeigt.[58]

### Weitere alternative Ampelmännchen
- Aachen: In Aachen wurden anlässlich des 150-jährigen Bestehens der RWTH Aachen an mehreren Ampeln nahe dem Innenstadtcampus, zwischen Ponttor, CARL (Hörsaalgebäude) und Audimax die menschlichen Figuren durch den Erstsemester-Roboter „Robi“ der Hochschule ersetzt.[59]
- Erfurt: in Erfurt kamen bereits in den 1980er Jahren städtische Angestellte bei der Wartung und Reparatur von Ampeln auf die Idee, das einheitliche Aussehen einzelner grüner Ampelmännchen zu verändern, so dass 14 der insgesamt 1400 Erfurter Fußgängerampeln ein abgewandeltes grünes Ampelmännchen zeigen (Wandersmann mit Rucksack und Wanderstock, Ampelmännchen mit Regenschirm, Ampelmännchen als Schulanfänger mit Zuckertüte).[60] Diese überstanden sowohl die Einführung des westdeutschen Ampelmännchens nach der Wiedervereinigung als auch die Bestrebungen, ein EU-weit einheitliches Ampelmännchen zu etablieren.[61] Die städtische Touristinformation Erfurt bietet thematische Stadtführungen (Erfurter Ampelmann-Tour) zum Thema an.[62]

- Innsbruck, Österreich: Anlässlich der International Children’s Games in Tirol hat die Landeshauptstadt Innsbruck ab 7. Jänner 2016 einige sportelnde Ampelmännchen erhalten: Schifahrer, Snowboarder, Skateboarder, Wanderer. Die Stadt stellte 36 Ampeln  um und gab 1400 Euro aus. Es wurden nicht die Kunststoffstreuscheiben getauscht, sondern die im Leuchtengehäuse innen dahinterliegenden steifen Folien, die die Figuren schwarz darstellen und somit die leuchtende Fläche groß halten.[63]

- Prag, Tschechien: am 8. April 2007 ersetzte in Prag der Künstler Roman Týc[64] die Standard-Ampelmännchen von 50 Fußgängerampeln durch weibliche, am Signalkreisrand angelehnte, einbeinige, stehpinkelnde, trinkende und andere menschliche Regungen zeigende Variationen, „um das Ampelmännchen von der Zwangsjacke zu befreien.“[65][66] Ein Video vom Symboletausch, Romantycke semafory (‚Romantische Ampeln‘), gewann den Publikumspreis beim Festival SidewalkCinema 2007 in Wien.[67] Týc musste umgerechnet 3.300 Euro Schadenersatz für die Rückmontage an die Stadt zahlen, wurde zwar vom Vorwurf der Beschädigung und Betriebsgefährdung einer öffentlichen Anlage gerichtlich freigesprochen, doch sollte er 2008 noch 2.500 Euro Strafe zahlen und ging stattdessen 2012 für 1 Monat ins Gefängnis.[68][69]
- Göteborg: in der Nähe des schwedischen Vergnügungsparks Liseberg weist ein Kaninchen den Weg.
- Frankfurt am Main: Während der Fußball-Europameisterschaft 2024 in Deutschland wurden am Hauptbahnhof und am Kaisertor die klassischen Ampelsymbole durch ein „rotes Schiedsrichter-Ampelmännchen mit gezückter Roter Karte“ bzw. durch ein grünes Ampelmännchen ersetzt, das einen Spieler zeigt, der mit einem Fußball vorwärtsstürmt.[70]

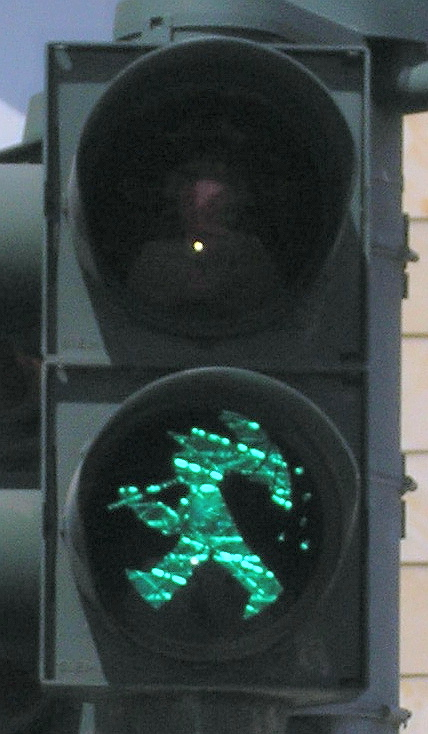
Erfurt, Männchen mit Schirm
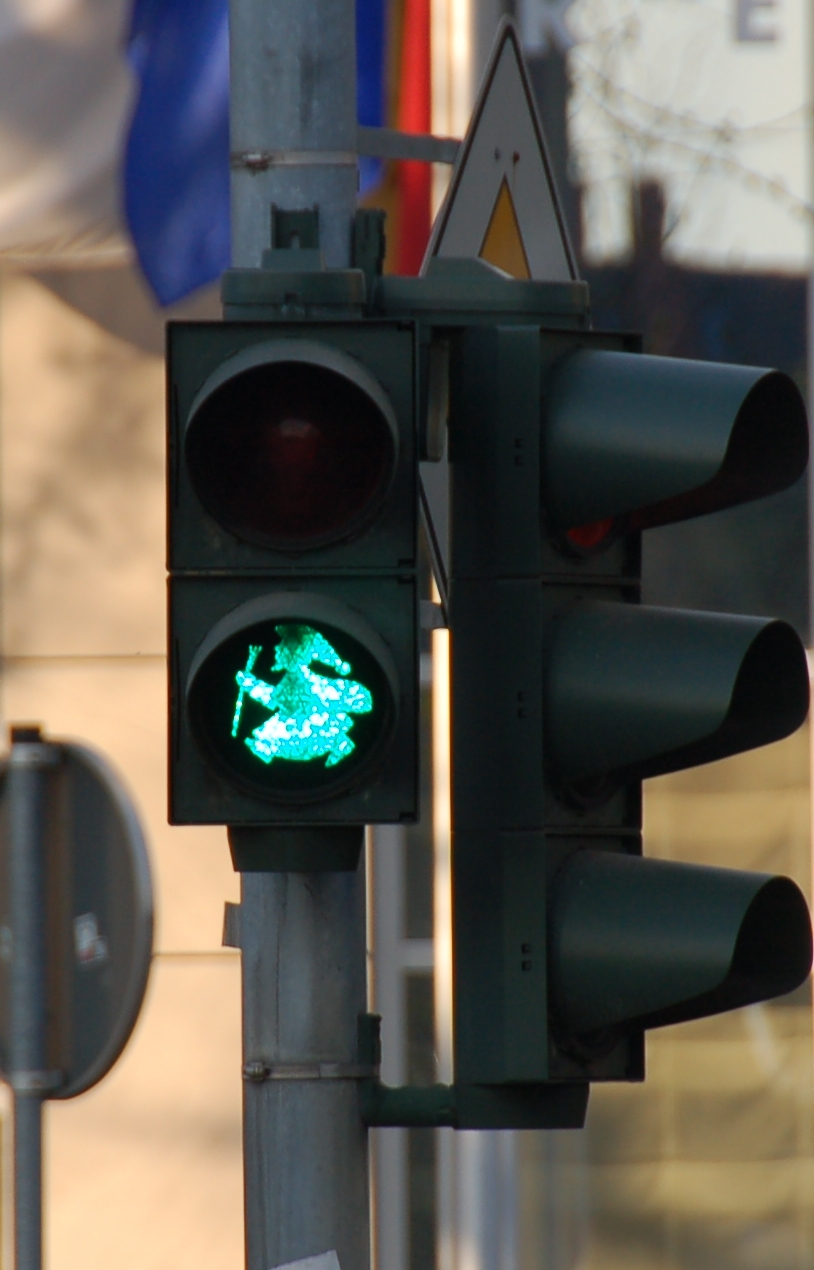
Erfurt, Wanderer
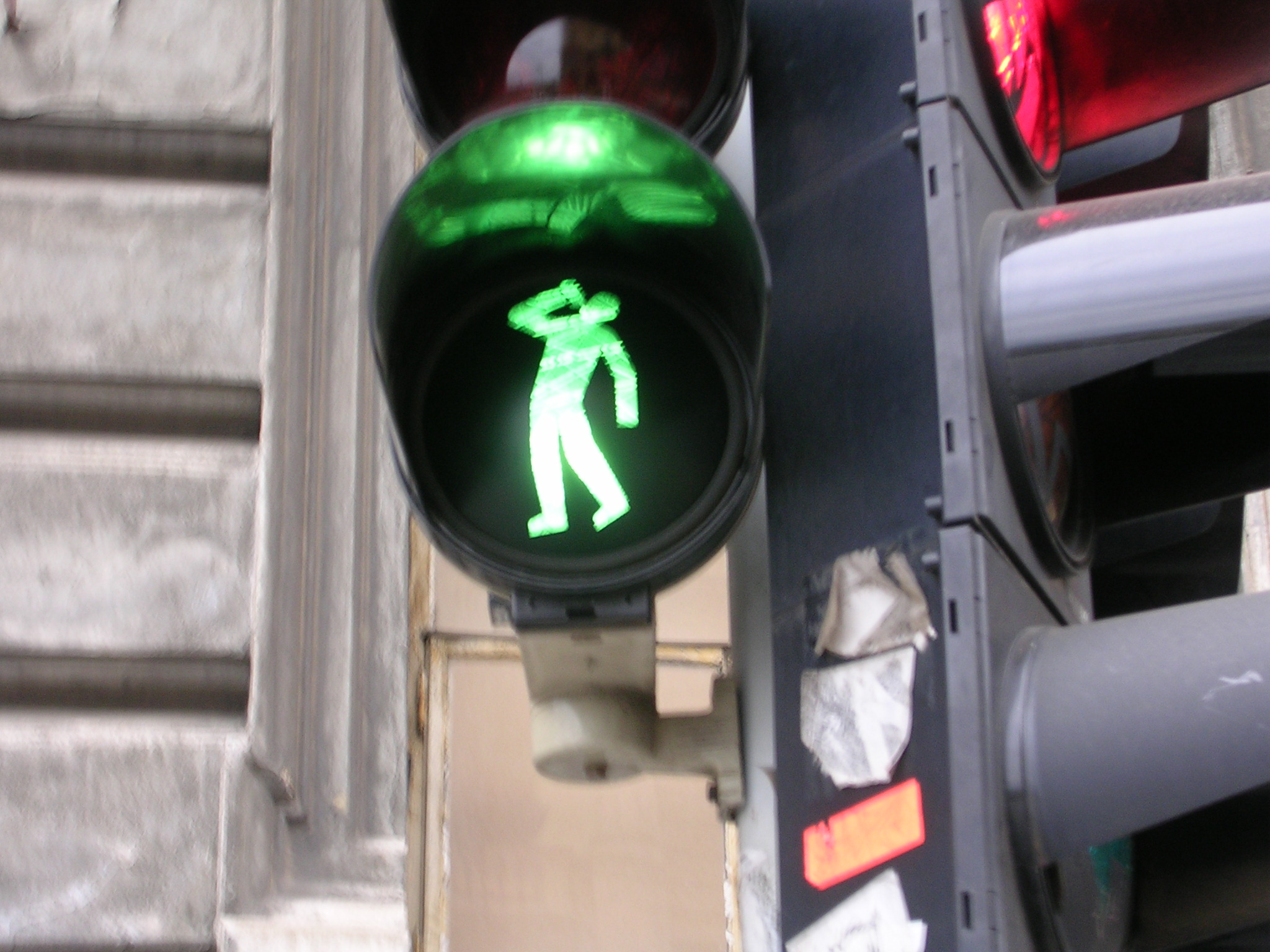
Motiv von Roman Týc, Prag 2007
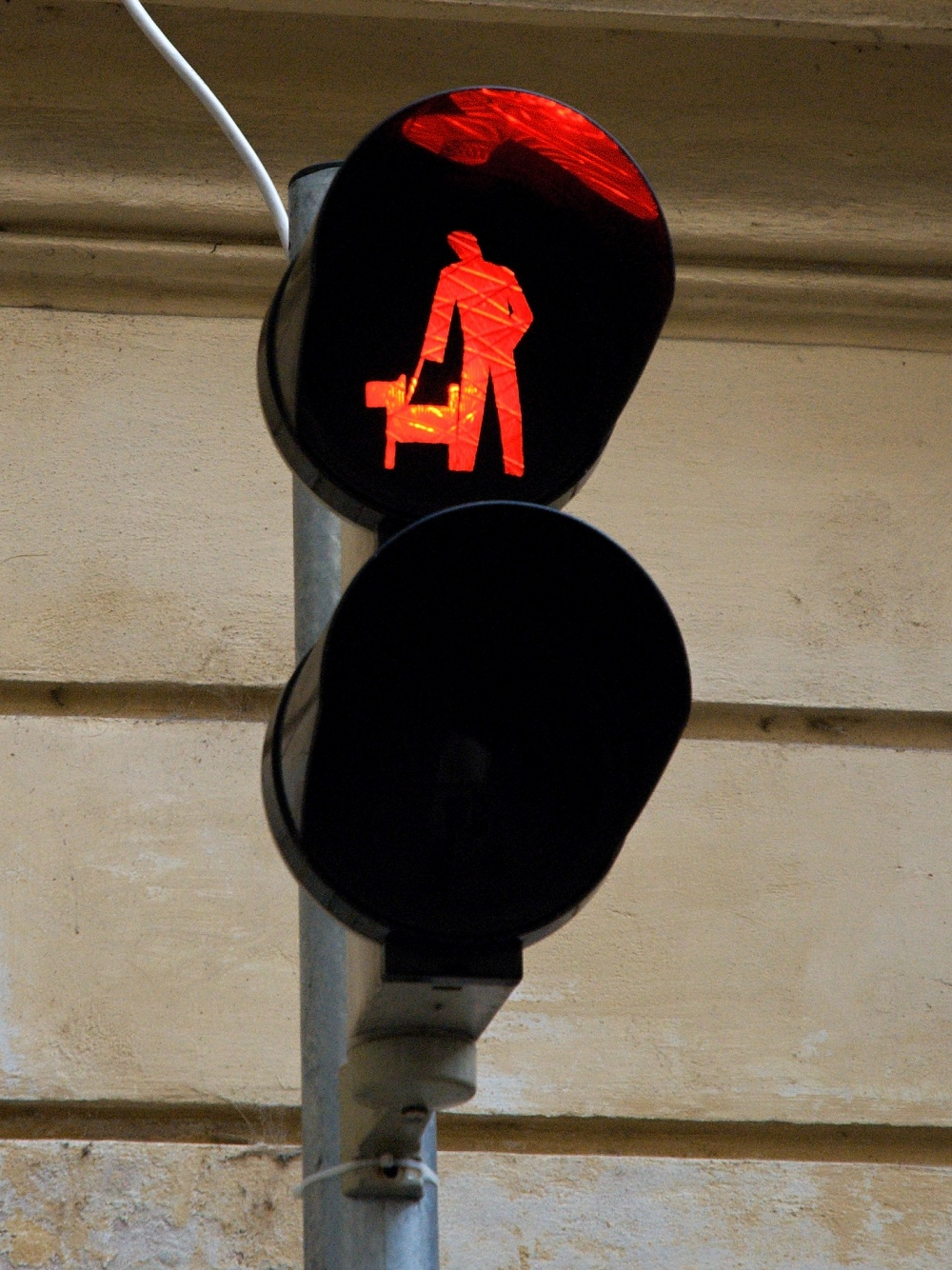
Motiv von Roman Týc, Prag
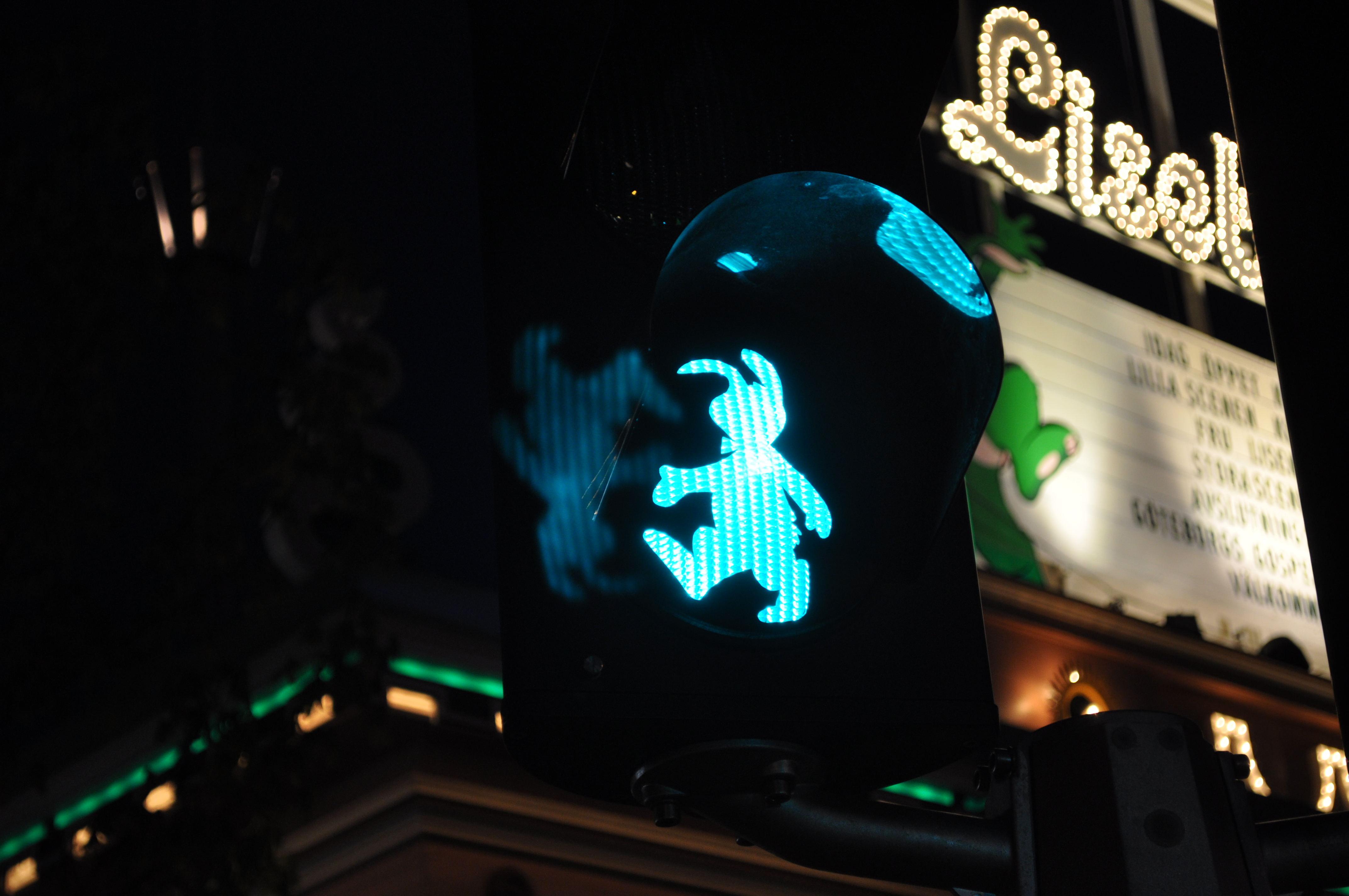
Kaninchen bei Liseberg
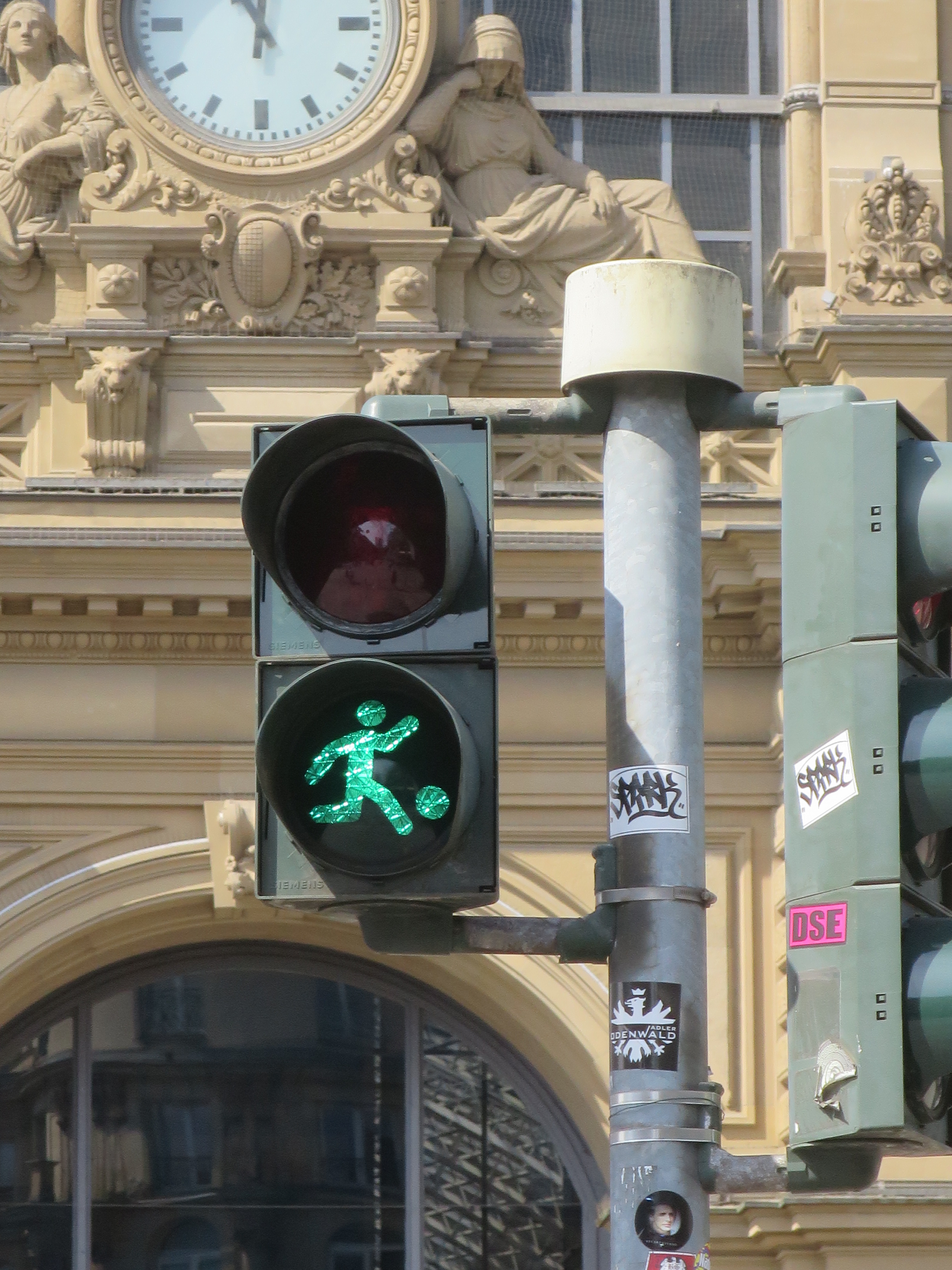
Europameisterschaft 2024, Frankfurt

### Österreich und Schweiz
In der Schweiz findet sich überwiegend das Euromännchen und in Österreich wird auch die oben beschriebene Variante mit weißem Männchen auf rotem und grünem Grund verwendet.

### Verzicht auf Männchen und weitere Formen

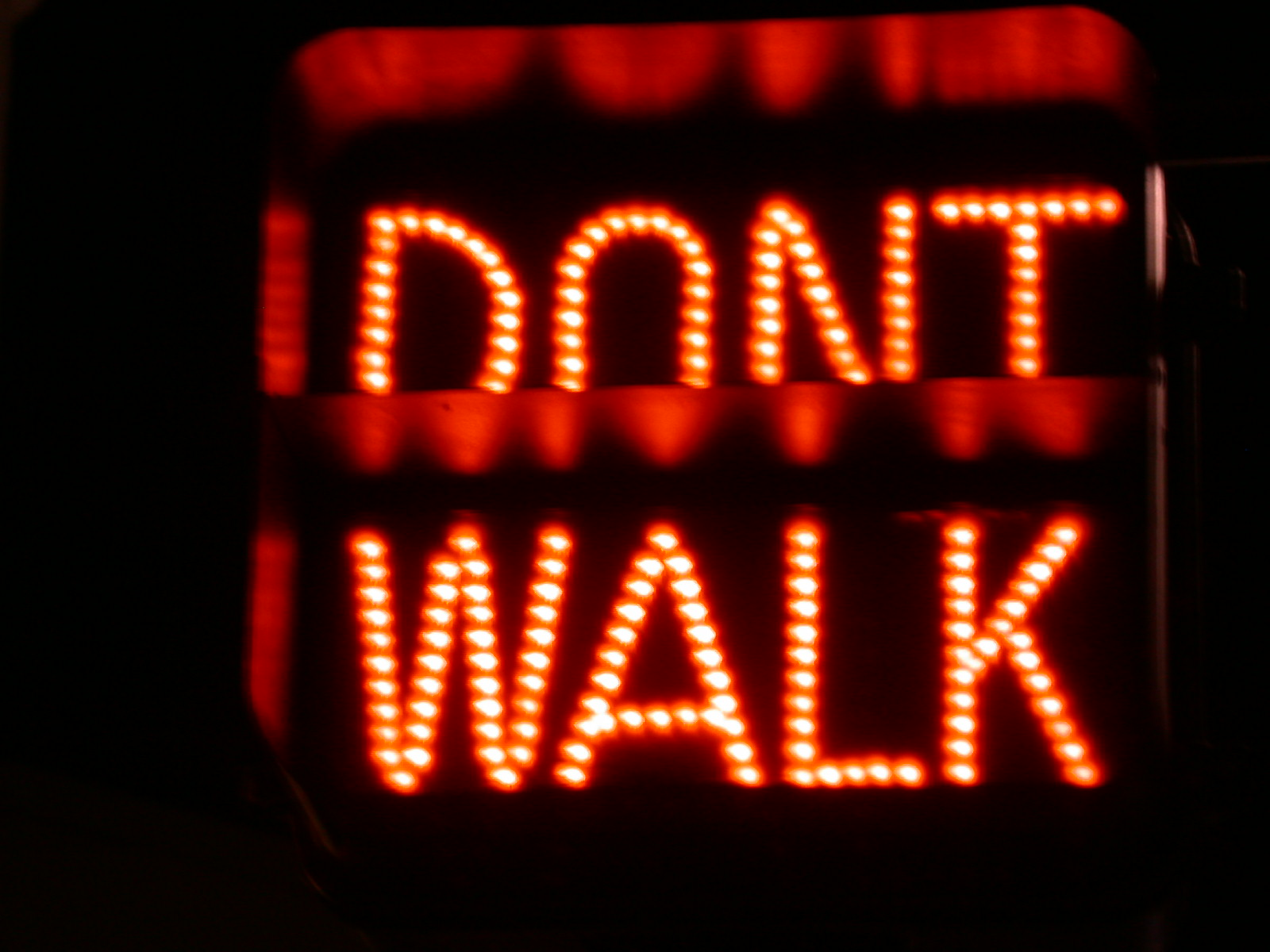
„Don’t Walk“-Anzeige, New York City

Kanada und die Vereinigten Staaten verzichten auf die Darstellung eines stehenden Männchens und zeigen stattdessen eine Handfläche oder die Schriftzüge „Walk“ und „Don’t Walk“.
Vor dem Bochumer Hauptbahnhof wie auch unter anderem in Hamburg wird die verbleibende Zeit bis zum Phasenwechsel in Sekunden als Countdown angezeigt.

### Animierte Männchen

Xiaolüren (Taiwan), etwa 14 × 14 Pixel

In manchen Ländern wird das grüne Ampelmännchen in Bewegung dargestellt, dessen Laufschritt sich gegen Ende der Grünphase beschleunigt. In Taiwan gibt es seit 1999 animierte, laufende Ampelmännchen (小綠人,  xiǎolǜrén – „kleiner grüner Mann“ genannt), offiziell chinesisch 行人倒數計時顯示 – „Fußgänger-Countdown-Anzeige“. Diese Variante einer Ampelanzeige wurde zuerst in Taipeh zwischen Song-shou- und Shi-fu-Straße eingeführt und verbreitete sich in den folgenden Jahren über das ganze Land. Die LED-Anzeige der Ampel zeigt einen Mann mit Hut, der über sieben verschiedene Einzelbilder so animiert wird, als würde er laufen, und der zum Ende der Ampelphase durch Variierung der Bildwechselzeiten schneller laufen kann.
Auch in Spanien und der Türkei wird das Ampelmännchen animiert im Laufschritt dargestellt, das gegen Ende der Grünphase beschleunigt.

## Trivia

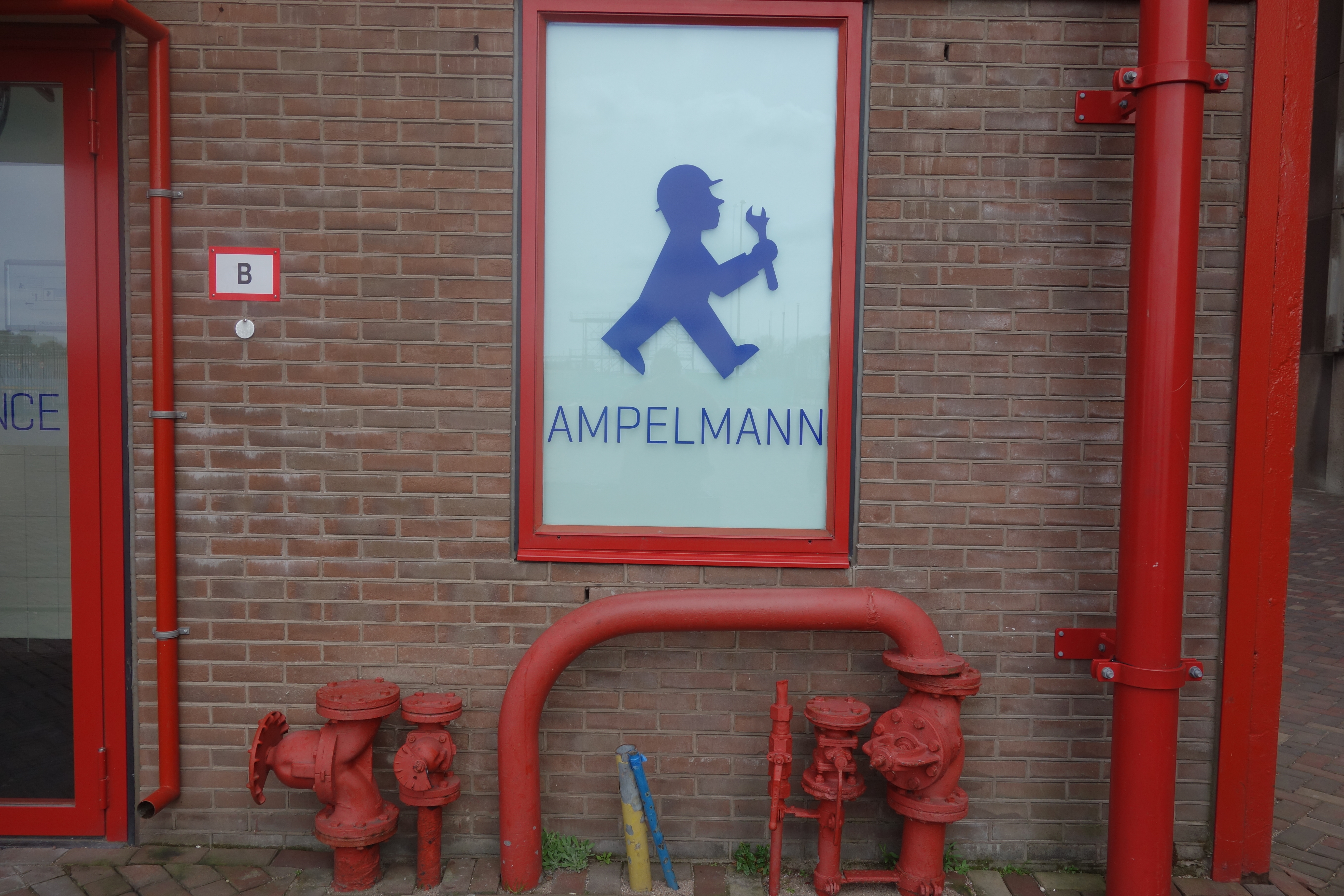
Ampelmännchen an einem Gebäude des Unternehmens Ampelmann Operations B.V. in Rotterdam

Das Ampelmännchen ist Namensgeber des niederländischen Unternehmens Ampelmann Operations B.V., einem Spin-off der Technischen Universität Delft.
Seit Bildung der Ampelkoalition aus SPD, Grünen und FDP nach der Bundestagswahl 2021 wird Bundeskanzler Olaf Scholz teilweise als „Ampelmann“ bezeichnet.